# 괴팅겐 대학교의 역사
1734년에 조지 2세에 의해서 설립된 괴팅겐 대학교는 독일의 니더작센주 괴팅겐에 자리 잡고 있다. 이 문서는 1734년 설립과 1737년 개교부터 지금까지 이르는 대학교의 역사에 대해 다루고 있다.

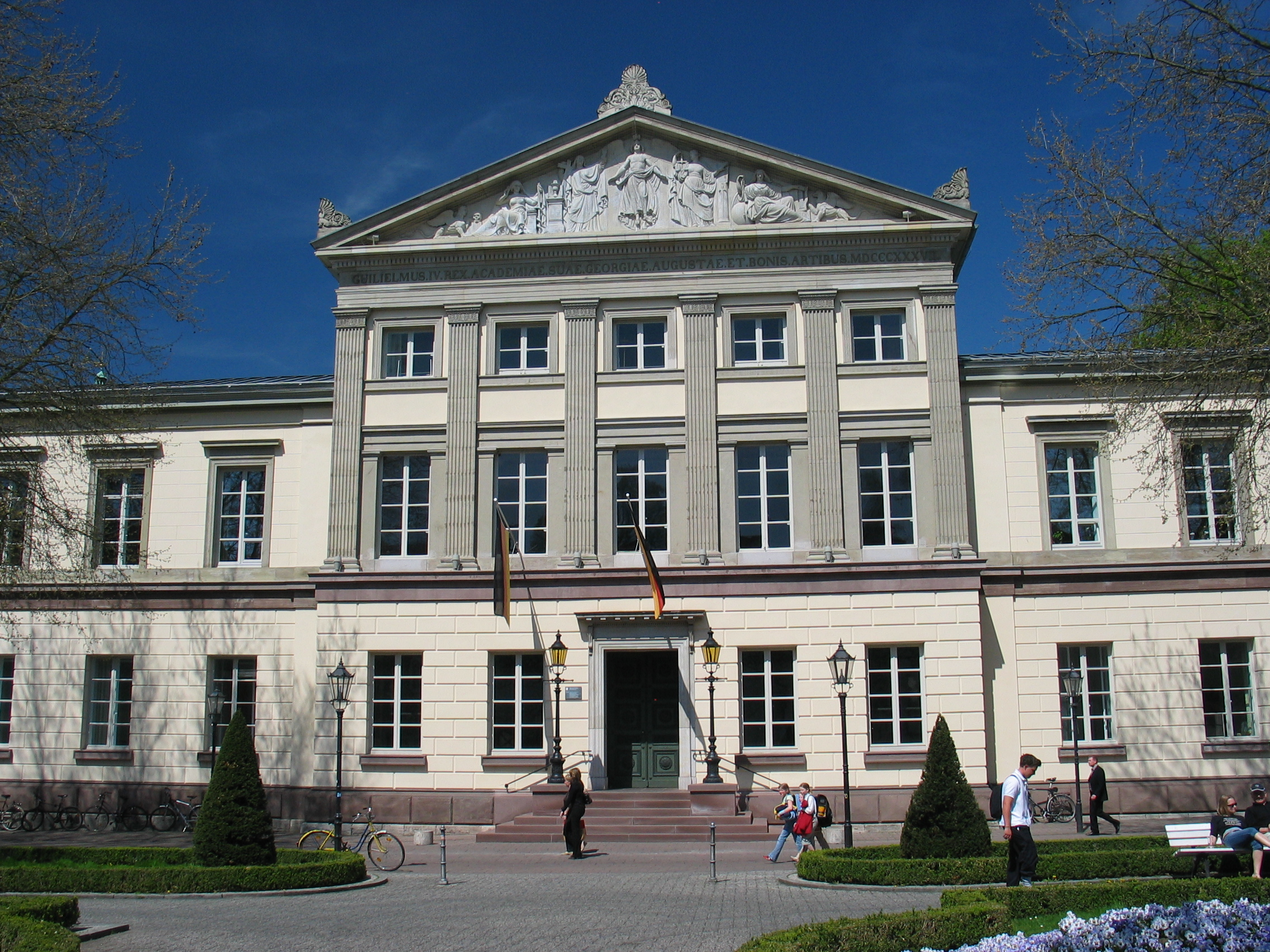
1837년 영국의 윌리엄 4세가 대학의 100주년을 기념하여 선물한 대강당

## 1737년 개교 이전까지

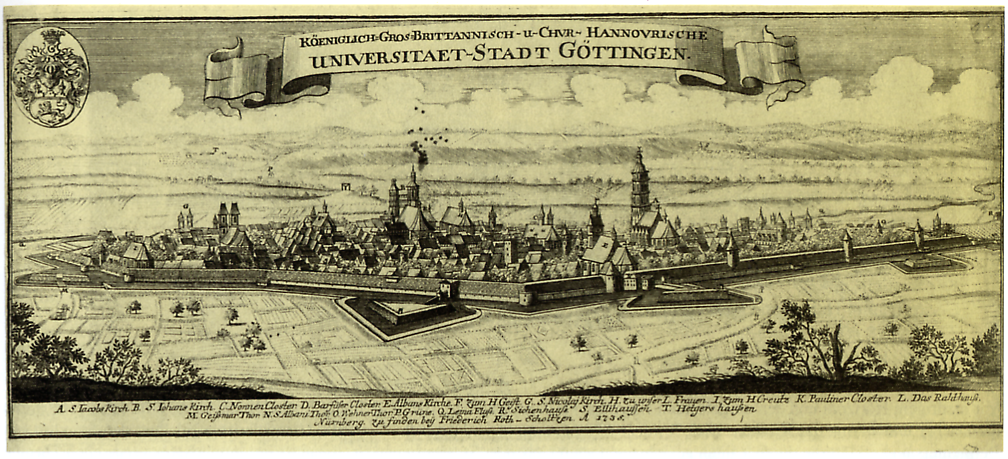
처음 대학도시로 묘사된 1735년의 괴팅겐

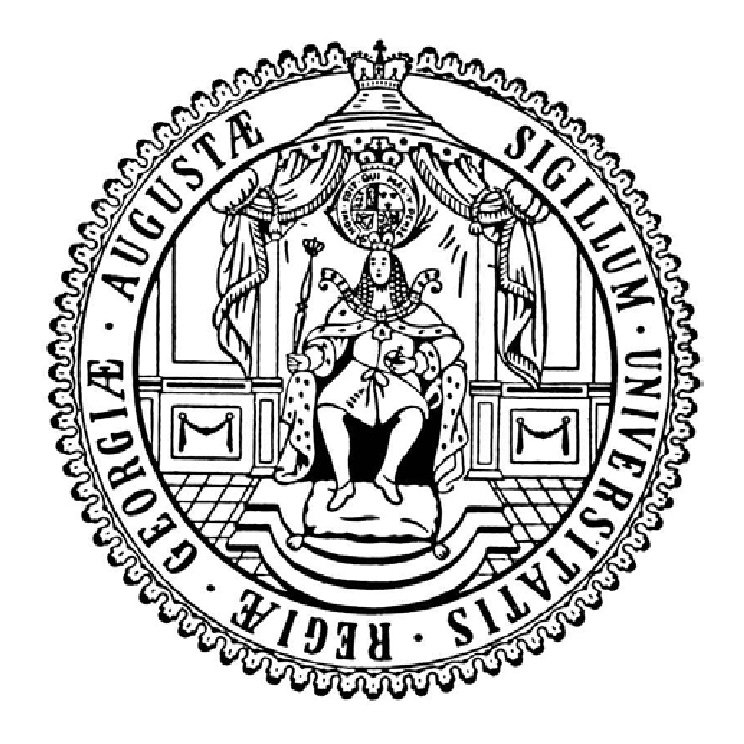
1737년 대학교의 문장

1732년에 브라운슈바이크뤼네부르크 선제후령의 선제후, 브라운슈바이크뤼네부르크 공작령의 공작이자 동시에 조지 2세라는 이름으로 알려진 그레이트 브리튼 왕국과 아일랜드의 군주였던 게오르크 아우구스트에 의해서 하노버의 주 정부는 브라운슈바이크뤼네부르크 선제후령의 새로운 대학교를 괴팅겐에 설립하기로 했다.
하지만, 대학교의 학위가 유럽 전역의 인정을 받기 위해서는 황제의 특권이 필요했고, 이를 위해 요한 디데 춤 퓌어스텐슈타인을 빈으로 보내 1733년 1월 13일 카를 6세로부터 승낙을 얻었다. 이것은 40년 전 세속화 속에서 할레 대학교가 세워질 때와 많은 부분이 일치한다. 이 시기의 할레 대학교는 다른 대학교들과 달리 신학부의 영향력이 급격히 줄어들어서 다른 학부에 대한 감독권을 상실해버렸다. 괴팅겐도 할레와 비슷하게 연구의 결과들이 더 이상 교회의 검열을 받지 않는 계몽의 대학교로 계획되었다.

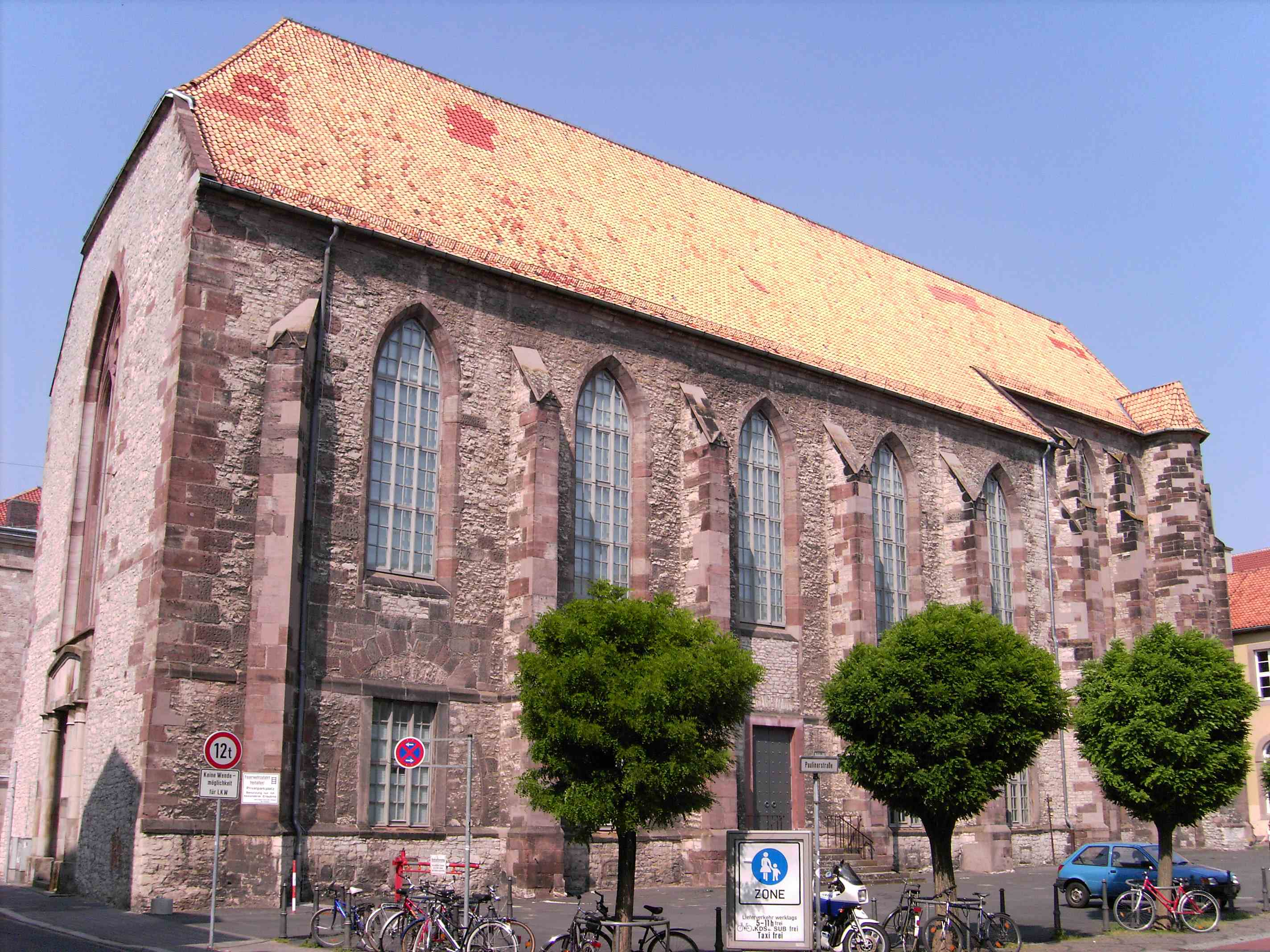
파울리네 교회

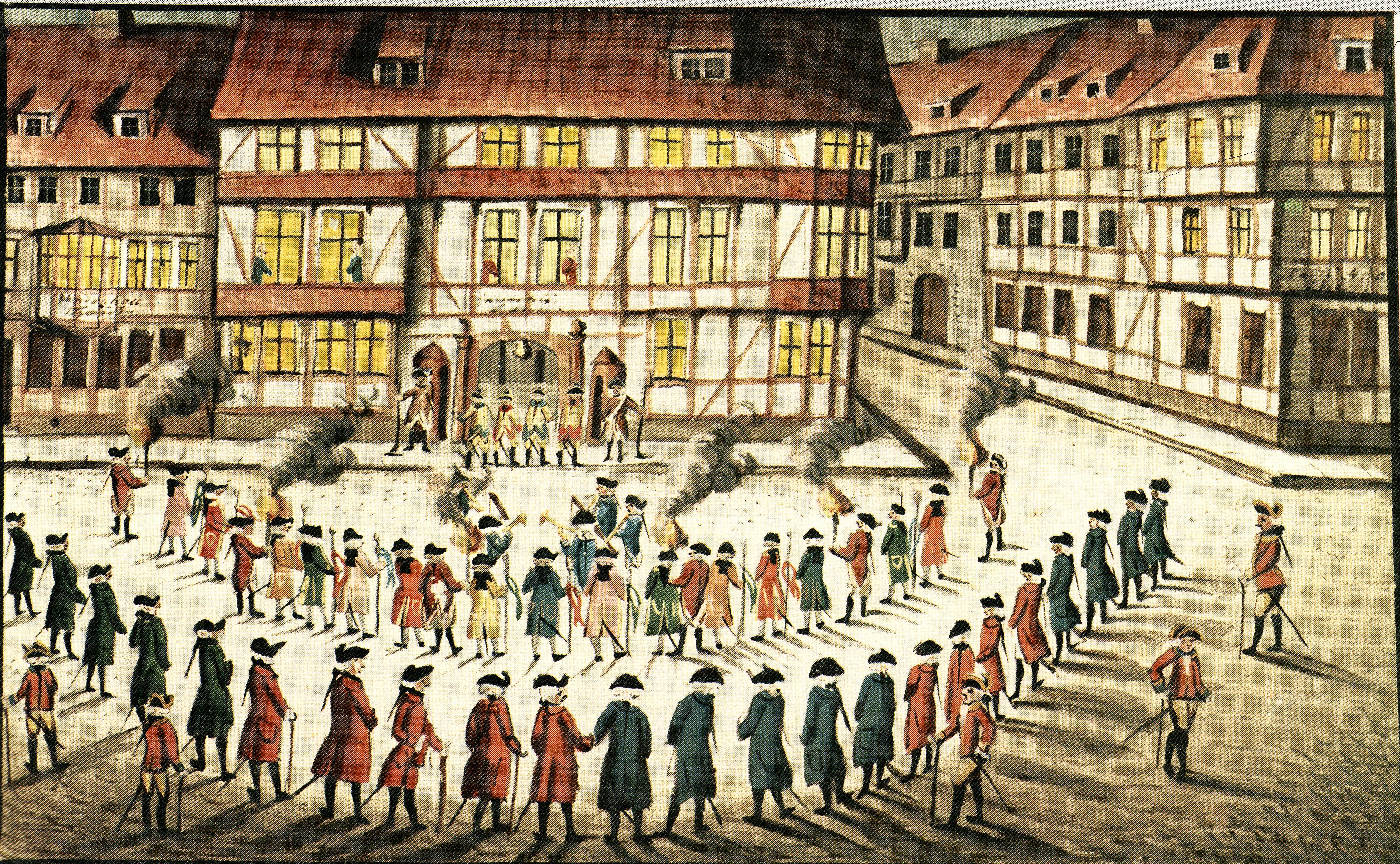
개교를 축하하는 괴팅겐 학생들의 뮌히하우젠을 위한 행진

1734년 10월 14일, 아직 정식으로 열리지 않은 새로운 대학교의 첫 번째 강의가 오래된 곡물 창고에서 열렸다. 이 강의는 물리학자 자무엘 크리스티안 홀만이 맡았다. 동시에 파울리네 수도원의 명망있던 김나지움은 세속화되었고 수도원은 파울리네 교회(Paulinerkirche)와 함께 대학교의 첫 번째 건물이 되었다. 대학 건물은 1786년에 건축가 게오르크 하인리히 보어헤크에 의해서 파울리네 길까지 확장되었다. 파울리네 교회는 처음에 대학교회의 역할을 맡았고, 현재는 구시가에 있는 성 니콜라이 교회(Kirche St. Nikolai)가 그 역할을 맡고 있다. 이 교회에서는 개신교와 가톨릭 예배가 모두 행해진다.
첫 학기에는 147명의 학생들이 대학교에 등록했다. 초대 총무처장 게를라흐 아돌프 폰 뮌히하우젠은 1732년부터 대학교 설립의 계획에 결정권을 가지고 지휘의 책임을 맡았다. 1734년에는 대학마구간이 학교의 건물 가운데 가장 먼저 완공이 되었고 도서관에는 1736년에 처음으로 학생들이 들어갈 수 있었다. 이 대학마구간은 현재 사라졌고 당시 현관의 합각머리만이 현재 새 캠퍼스에 남아있다.
대학교에는 철학, 신학, 법학, 의학부가 설립되어 모든 고전적인 학부를 갖추게 되었다. 건축 기간은 약 1770년까지 계속되었고 이 시기에는 언제나 토박이 괴팅겐 사람들과 잦은 마찰과 갈등이 나타났다. 이들은 처음부터 자신의 도시에 대학교가 설립되는 것을 정면으로 반대했었다.
1737년 9월 17일, 격식을 갖춘 개교식이 게오르크 아우구스트 왕에 의해서 치루어졌다. 당시 총장은 왕이 맡게 되었기 때문에, 대학교에서 직접 학교를 대표하는 사람은 총장대리가 되었다.

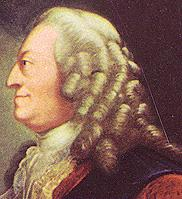
설립자이자 총장이었던 게오르크 2세
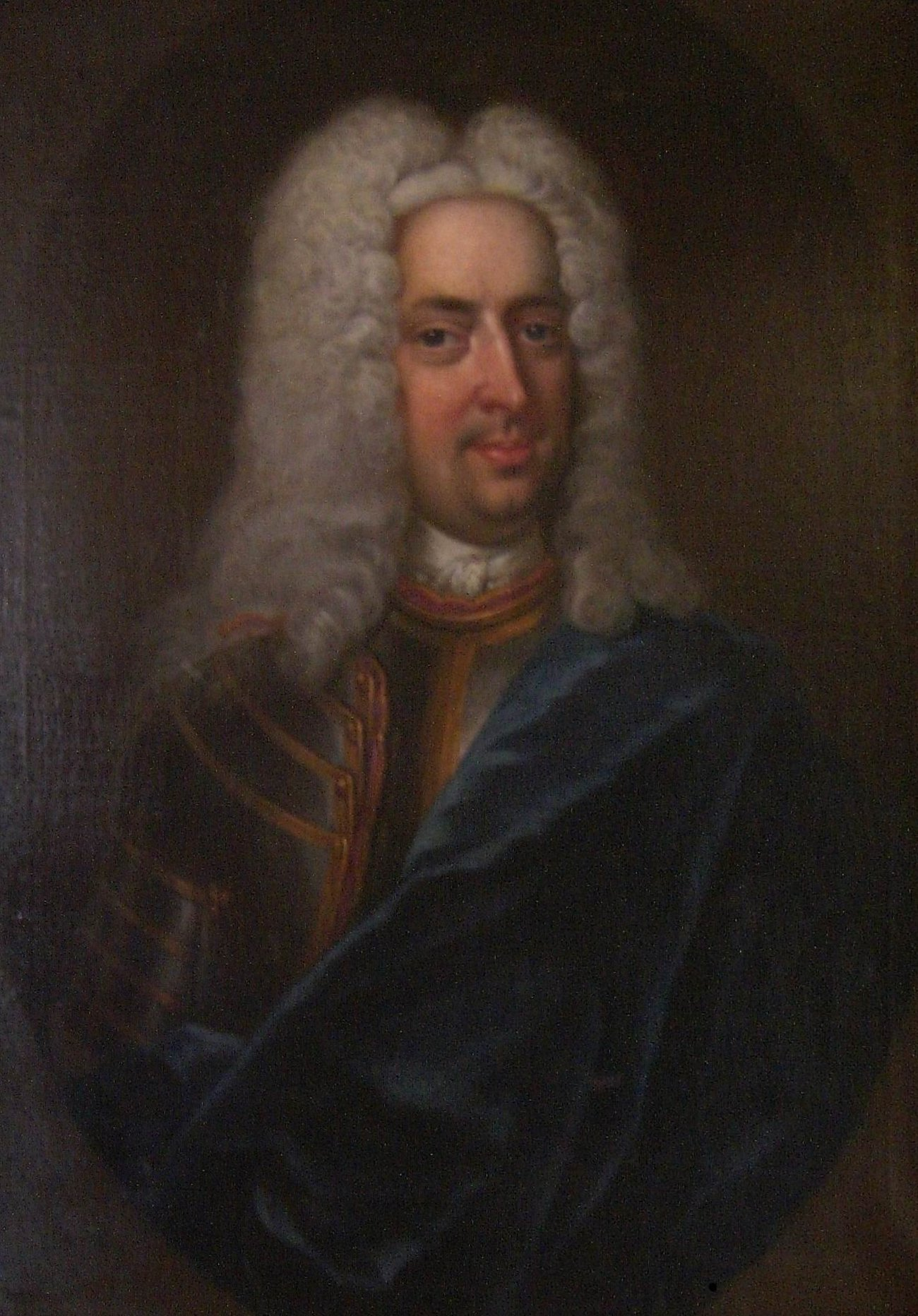
초대 총무처장 폰 뮌히하우젠
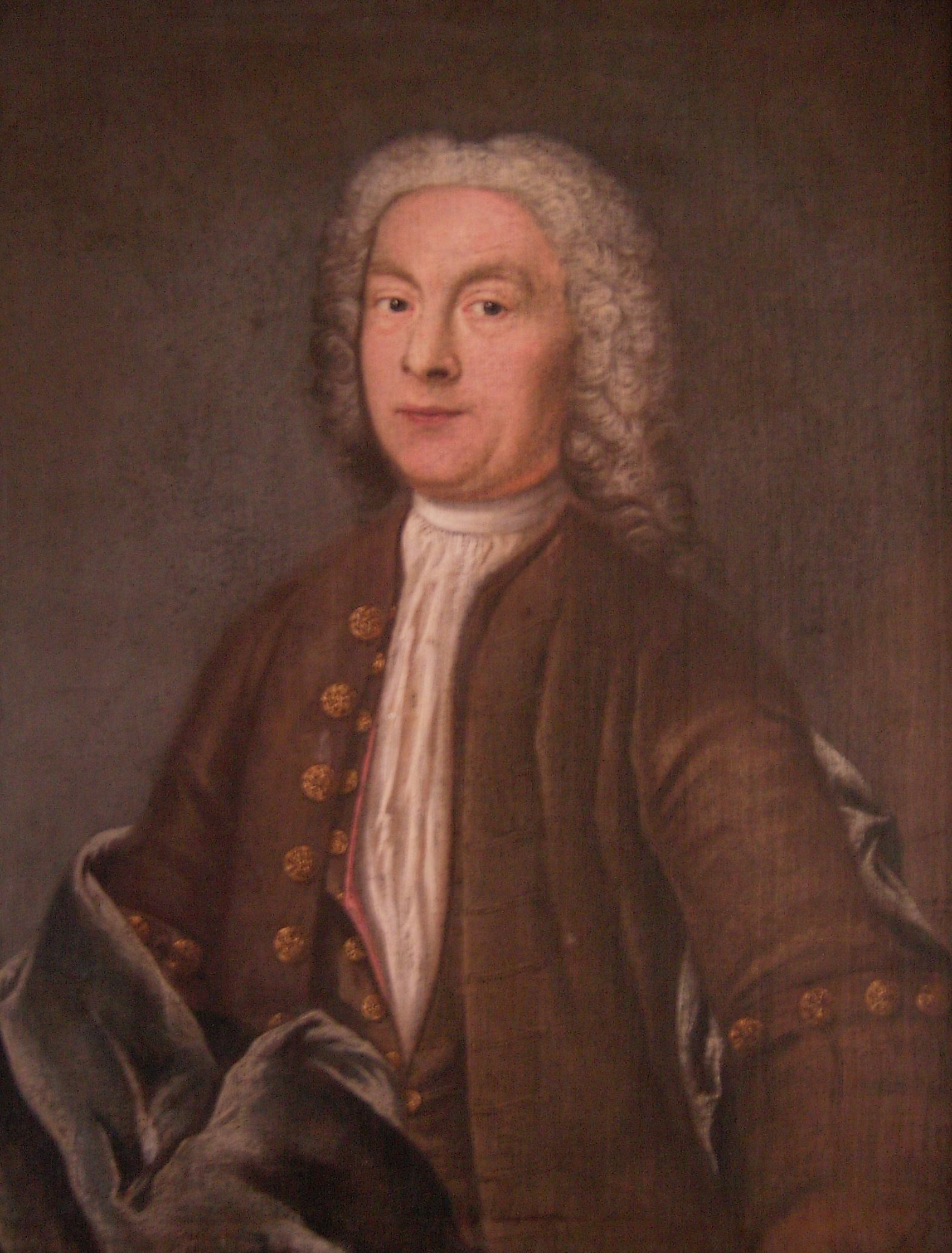
대학교의 첫 강의를 맡은 홀만
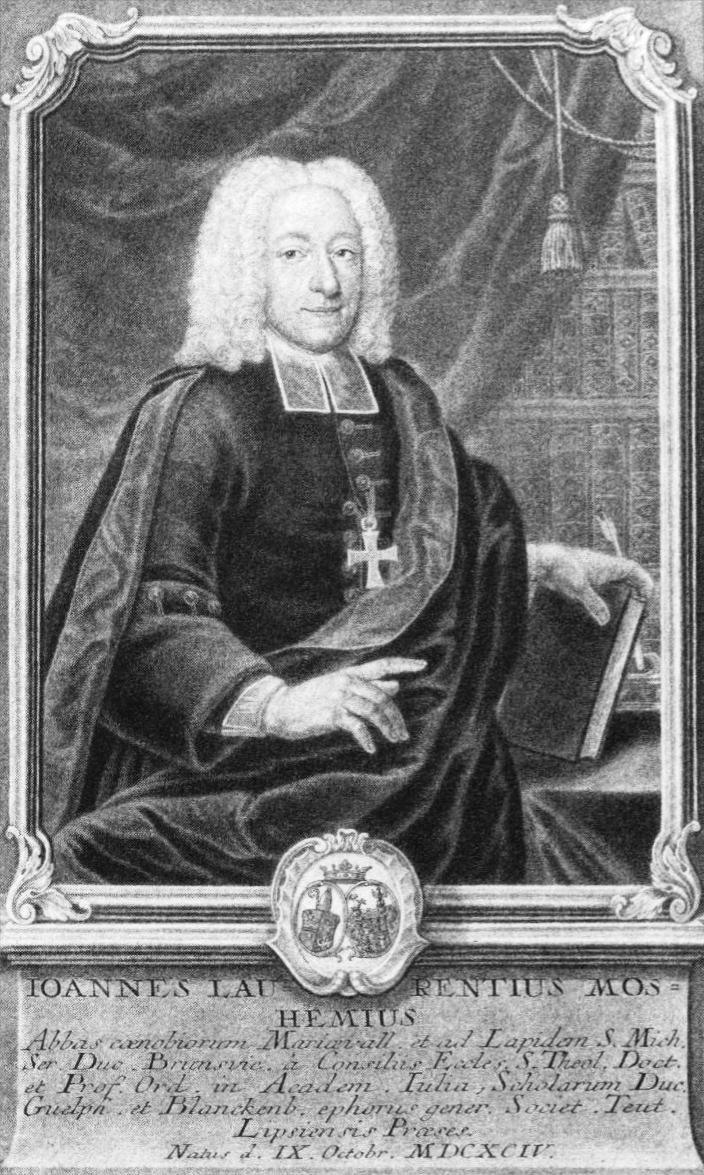
사무국장 폰 모스하임
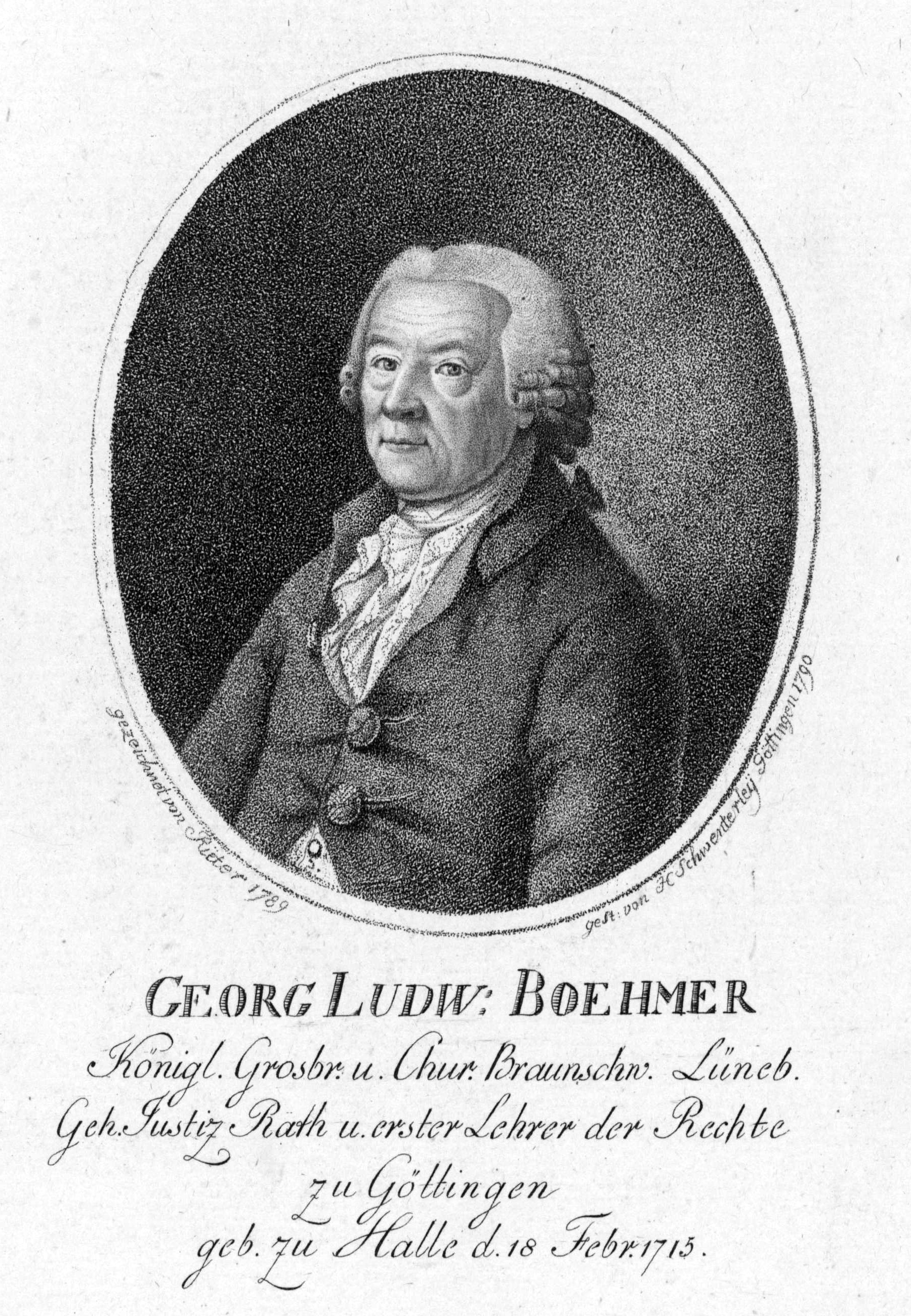
법학교수 게오르크 루트비히 뵈머

## 개교에서 프랑스의 점령까지

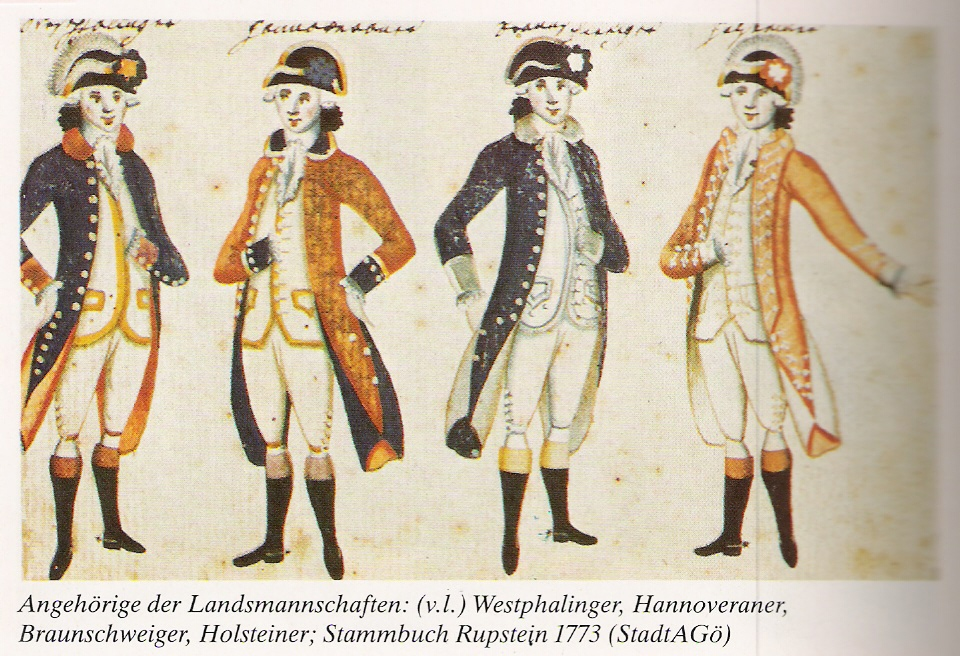
괴팅겐 학생들이 향우회 단복을 입은 모습. 왼쪽부터 오른쪽으로 베스트팔렌, 하노버, 브라운슈바이크, 홀슈타인(1773년)

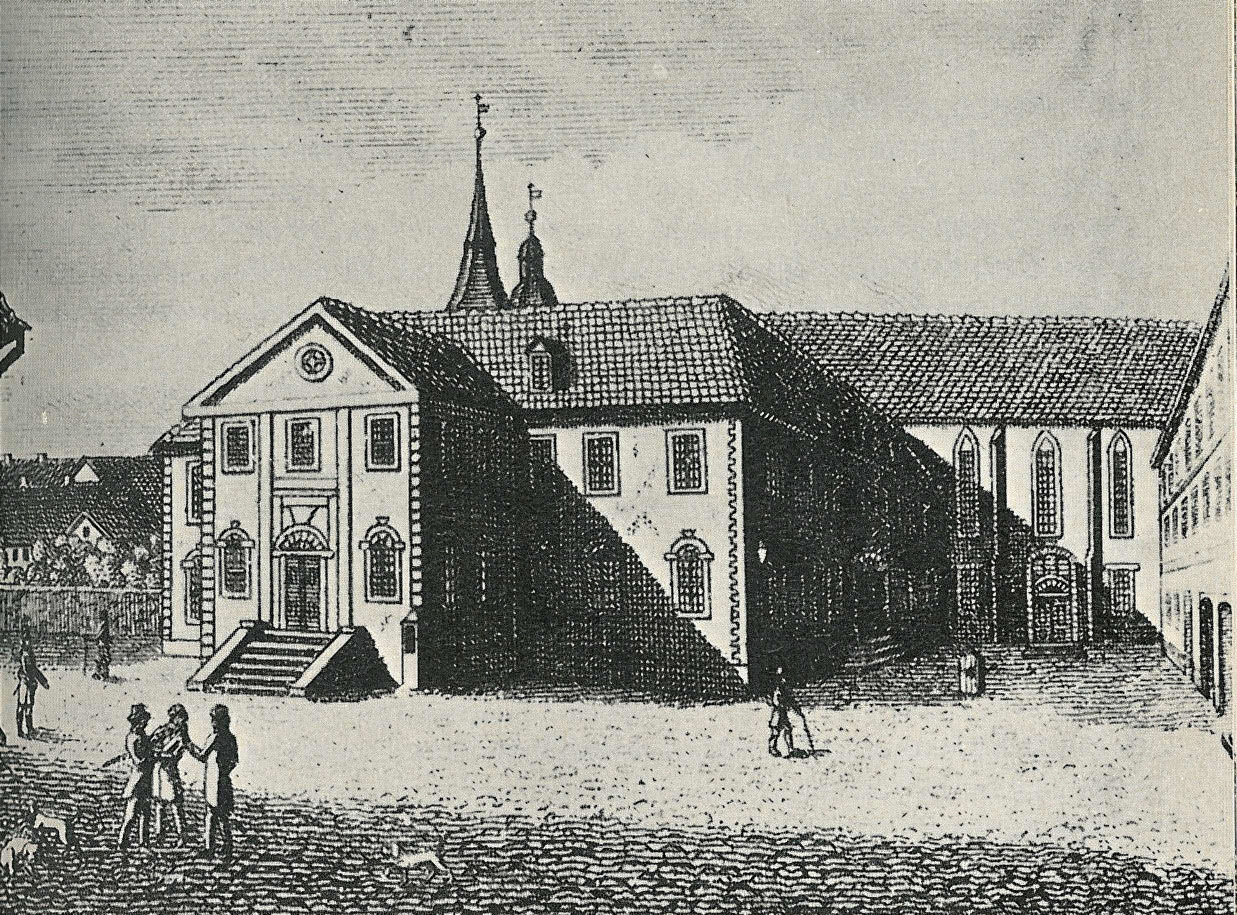
1815년, 옛 괴팅겐 대학교와 도서관의 건물

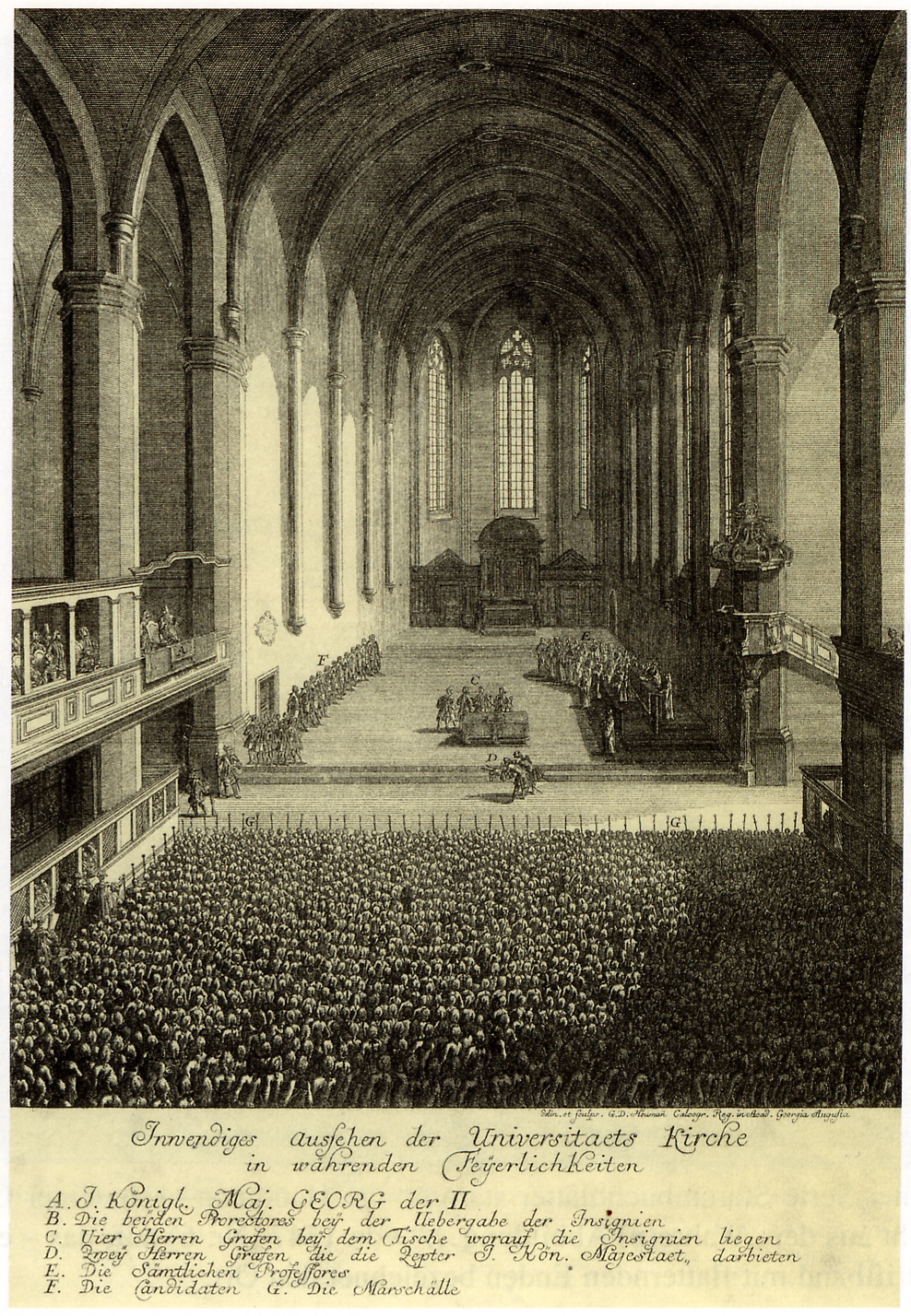
1748년, 파울리네 교회에서 국왕 게오르크 2세의 모습

### 학생들과 사회
1745년쯤이 되어 학생들의 숫자는 약 600명 정도로 고정되었고, 대학교는 이전부터 계획했던 것처럼 주로 상류 가문들로부터 빠르게 좋은 평판을 얻었다. 18세기의 정규학업기간은 3년제로, 6학기이었다. 특히 헬름슈테트, 예나, 할레에서 괴팅겐으로 학교를 옮긴 학생들을 통해서 급속하게 학생들의 풍습이 퍼졌고 프리메이슨, 향우회와 같은 학생연합이 새로운 대학교에 나타났다.
학생들에게는 약 1770년대까지 과장된 결투예법이 형성되어 있었다. 1766년에 괴팅겐에는 결투를 하다가 사망자가 발생한 사고가 있었는데, 그 결과로 독일에서 결투는 괴팅겐에서부터 근본적으로 바뀌게 되었다. 학생들은 이제 위험한 찌르기 위주의 결투에서 '괴팅어 힙멘주어(Göttinger Hiebmensur)'라는 베기 위주의 결투로 전향하고, 괴팅어 히버(Göttinger Hieber)라는 가벼운 사브르를 쓰기 시작했다. 이 사브르는 나중에 코르프슐래거(Korbschläger)라는 손 보호망이 있는 칼로 교체된다.
1969년에서 1772년까지 사교술에 관한 책으로 유명한 아돌프 크니게(Adolph Freiherr Knigge)가 괴팅겐에서 법학과 관방학을 공부했다.
1772년에는 요한 하인리히 포스(Johann Heinrich Voß)가 괴팅겐에 학생으로 등록했다. 그는 후에 일리아스와 오디세이 및 다른 고대 그리스, 로마시대의 고전들, 윌리엄 셰익스피어의 작품들을 번역하면서 유명해졌다. 포스는 괴팅어 하인분트(Göttinger Hainbund)라는 문학모임을 만들기도 했다.
훗날 프로이센의 개혁가가 되는 카를 폼 슈타인(Heinrich Friedrich Karl vom und zum Stein)도 1773년에서 1777년까지 괴팅겐에서 법학, 역사학, 관방학을 전공했지만 귀족 출신의 학생이었기에 시험을 치를 필요는 없었다.
1786년 7월 10일 영국의 왕이자 하노버의 선제후였던 조지 3세의 세명의 왕자들이 모두 괴팅겐 대학교에 등록한 것은 아주 중요한 사건이었다. 그들은 다음과 같다.
- 에른스트 아우구스트, 컴벌랜드공이자 1837년부터 하노버의 왕
- 오거스터스 프레더릭 (서식스공)(Prince Augustus Frederick, Duke of Sussex)
- 어돌퍼스 프레더릭 (케임브리지공)(Prince Adolphus, Duke of Cambridge)

이들은 뮐렌포르텐 길(Mühlenpfortenstraße)에 있던 "왕자의 집"이라는 뜻의 프린첸하우스(Prinzenhaus)에서 살았는데, 이 길은 그 이유로 나중에 프린츠 길(Prinzenstraße)로 이름이 바뀐다.
1788년에는 빌헬름 폰 훔볼트가 법학부에 등록했다. 여기서 그는 대학교와 아카데미의 관계를 통해서 교육과 연구의 상호작용의 의미에 대한 첫 인상을 가지게 되었다. 이것으로 그는 1810년에 베를린 대학교를 설립하고 세계적으로 많은 대학교들이 그의 구상을 통해 더욱 발전할 수 있었다. 1789년 4월 25일에는 그의 동생인 알렉산더 폰 훔볼트도 괴팅겐에 학생으로 등록했다. 괴팅겐에는 물리학자 게오르크 크리스토프 리히텐베르크(Georg Christoph Lichtenberg)와 해부학자이자 동물학자 요한 프리드리히 블루멘바흐(Johann Friedrich Blumenbach)가 알렉산더를 위해 있었다. 블루멘바흐는 인류학과 생물학을 위한 중요한 지식의 근원으로서 탐험을 높이 평가했고, 야심있는 젊은 학자들과 학제간 연구를 위한 모임을 만들어 모였다. 알렉산더 폰 훔볼트는 하지만 우선 게오르크 포르스터(Georg Forster)와 안면을 트려고 노력했다. 포르스터는 자연과학자로, 제임스 쿡과 함께 세계를 항해한 경험이 있고, 확실히 자신을 위해 노력하는 사람으로 보였다.
대학교와 괴팅겐 시 사이에, 시민들과 학생들 사이의 긴장은 항상 계속 불꽃이 타오르는 듯 했다. 그러다가 1790년 7월 26일 먼저 심각한 다툼이 도시의 가구공 장인들과 학생들 사이에 일어났다. 학생들은 시 동쪽의 괴팅겐 숲(Göttinger Wald)에 있는 한 들판으로 퇴거했고, 자신들의 경제적인 힘으로 대학교와 시의 호의를 강요했다. 시 당국에서는 이 분쟁을 화해로 이끌어 내려고 중재했다.
1806년이 되어 괴팅겐에 다시 학생들의 항의 운동이 일어나서, 1월 6일에 이번에는 하노베르슈뮌덴(Hannoversch Münden, 현재의 한뮌덴(Hann. Münden))으로 퇴거하여 절정에 이르렀지만, 이전보다 성공적이지는 못했기 때문에 1월 12일 아무런 성과 없이 다시 괴팅겐으로 돌아왔다.

### 정치, 대학의 구조와 건축물들
1738년에 해부학 실습관(Theatrum Anatomicum)이 완공되었고, 1739년에는 식물학 정원이 조성되었다. 1751년에는 첫 번째 천문대가 문을 열었다. 또한 1751년에는 국왕 게오르크 2세가 지금의 괴팅겐 과학아카데미(Akademie der Wissenschaften zu Göttingen)를 설립하였고, 현재 독일에서 두 번째로 오래된 과학아카데미가 되었다. 여기서는 1753년부터 기관지인 괴팅기셰 게레르테 안차이겐(Göttingische Gelehrte Anzeigen)을 출간하고 있는데, 이것은 현재 독일어로 발행되는 학술지 가운데 가장 오래된 역사를 가지고 있다.

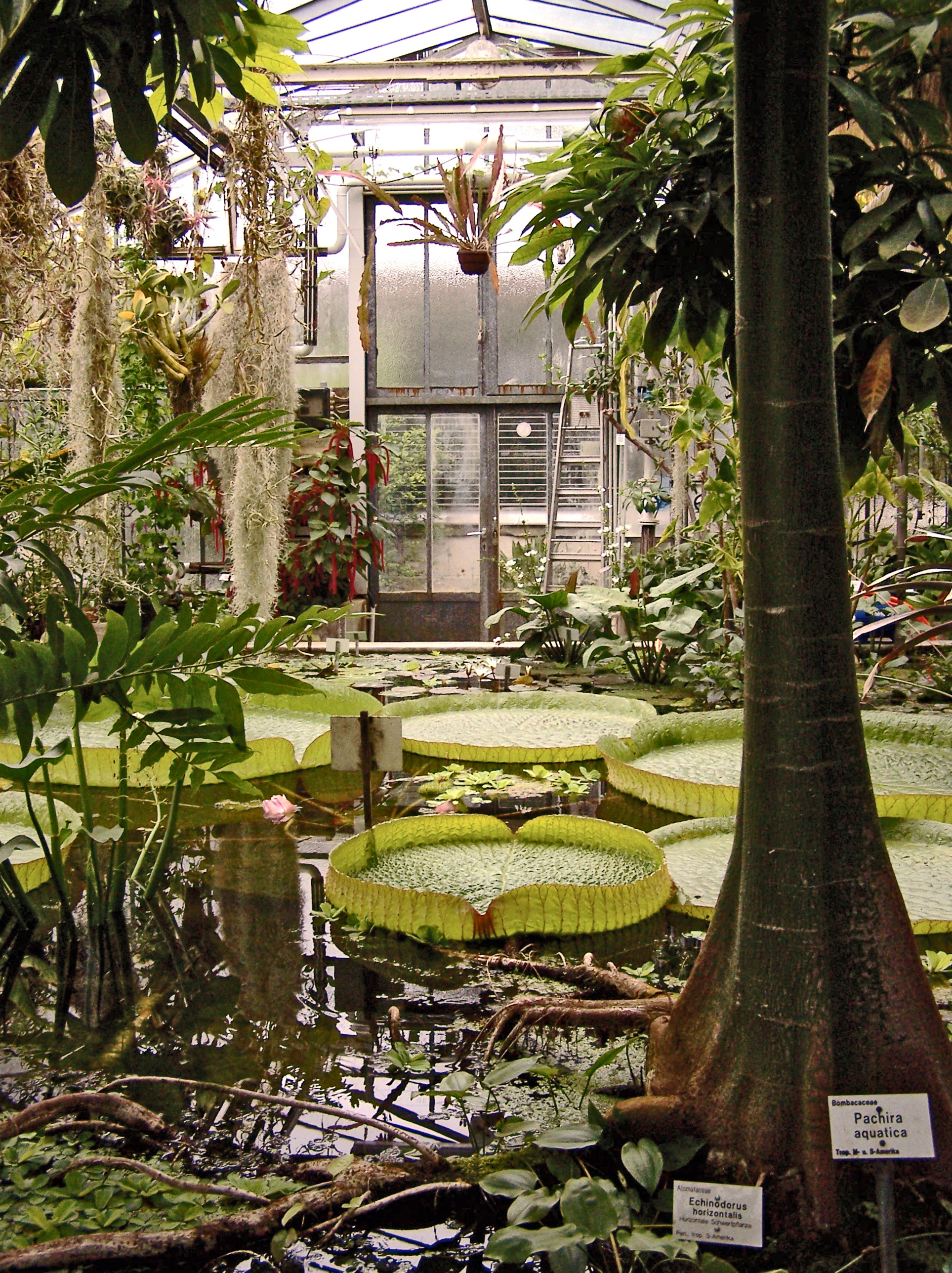
오래된 식물학정원의 빅토리아하우스(Viktoriahaus)

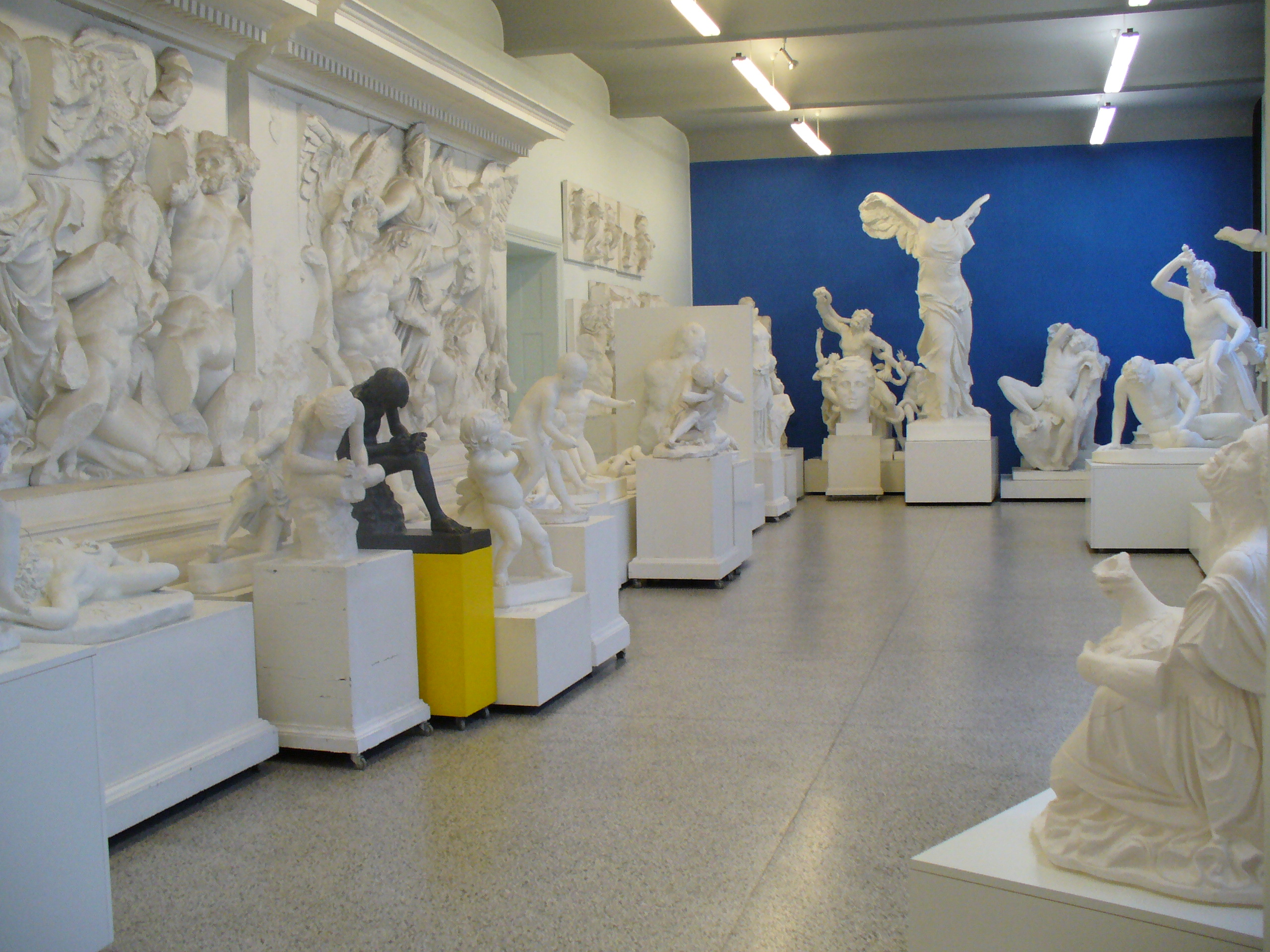
괴팅겐 대학교의 미술 주물 소장품

새로운 대학교에서 특별히 중요한 사건은 국왕 게오르크 2세가 1748년 8월 1일 괴팅겐을 방문한 것이었다. 축제 행사와 파울리네 교회의 사람들의 행렬의 모습은 당시의 동판화와 사무국장 요한 로렌츠 폰 모스하임의 기록으로 남겨져있다.
왕가의 한 사람이 이렇게 방문하는 일은 대학교와 학생들에게 굉장히 중요한 사건이 되었다. 1765년의 요크공, 1768년의 브라운슈바이크 공 페르디난트, 그리고 1769년의 글로스터공의 방문들이 그랬었다.

### 교수들과 학문적 정점
고전학자이자 도서관장이었던 크리스티안 고틀롭 하이네(Christian Gottlob Heyne, 1763~1812)는 1767년에 고대의 조각품 주상을 수집하기 시작했다. 이 수집관은 지금까지 이 분야에서 세계적인 규모로 성장했고 2004년부터 온라인으로 관람할 수 있게 되었다.
1770년에는 게오르크 크리스토프 리히텐베르크(Georg Christoph Lichtenberg)가 물리학, 수학, 천문학 교수가 되었고 지금까지 유효한 전자기학적 지식들을 이끌어 내었다. 박학자로서 그는 자연과학적인 성과뿐만 아니라 철학적이고 풍자적인 논문들을 남기기도 했다. 그는 실험물리학의 첫 독일 교수였다. 그의 강의는 이 학문분야에서 지금까지 개략적으로 유지된다. 괴팅겐 대학교에는 그에게 경의를 표하기 위해 그의 이름을 딴 리히텐베르크 강의실이 콘라트 요흐하임(Konrad Jochheim)이 만든 청동부조와 함께 있다.

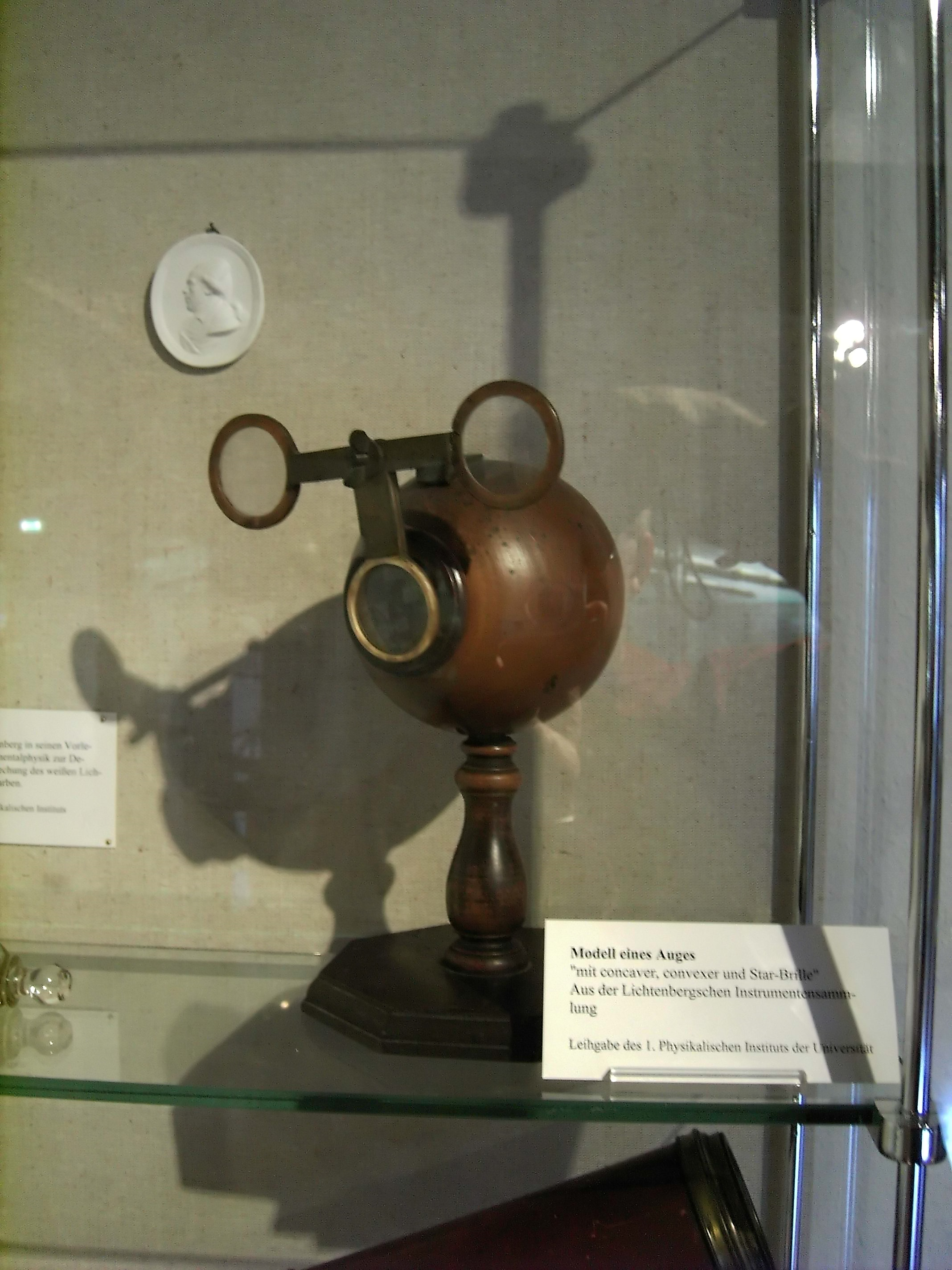
리히텐베르크의 안구 모형
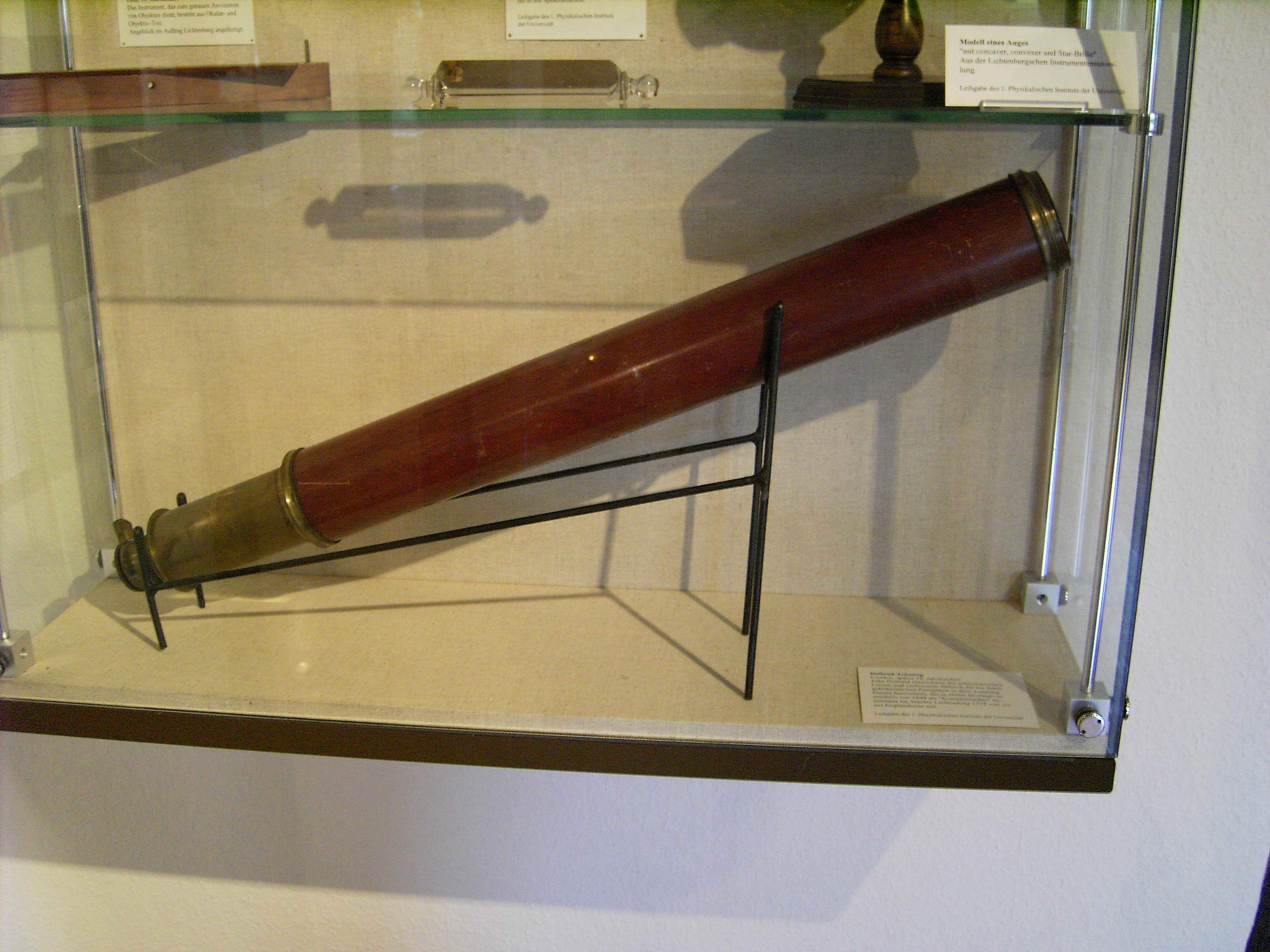
리히텐베르크가 사용했던 존 돌런드(John Dollond)의 망원경
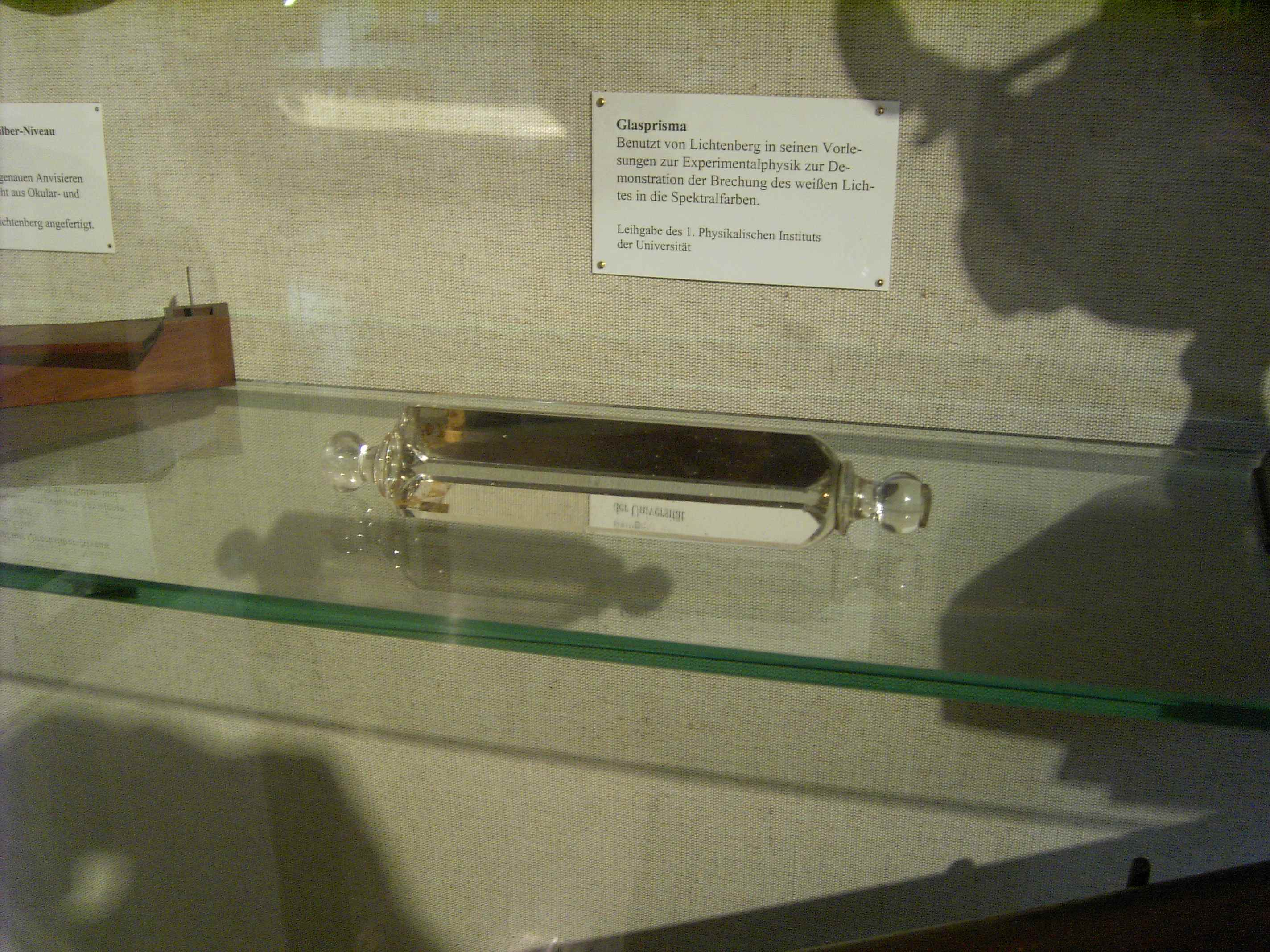
리히텐베르크의 유리 프리즘

리히텐베르크와 함께 다른 세계적으로 유명한 학자들이 18세기의 괴팅겐에 있었다. 가장 영향력이 큰 사람 중 한 명은 의사이자 자연과학자이며, 시인이었던 알브레히트 폰 할러가 있다. 그는 괴팅겐이 뛰어난 학자들을 얻게 되는데에 기여했다. 요한 크리스티안 에륵스레벤(Johann Christian Erxleben)은 1771년에 처음으로 독일 대학교에서 수의학을 가르치기 시작했다. 또한 신학자이자 동양학자였던 요한 다비트 미하엘리스(Johann David Michaelis, 1746~1791), 지리학자 안톤 프리드리히 뷔싱(Anton Friedrich Büsching), 역사학자이자 시사 평론가 아우구스트 루트비히 폰 슐뢰처(August Ludwig von Schlözer, 1769~1809)가 있다.
"Extra Gottingam non est vita, si est vita non est ita!(괴팅겐 밖에는 삶이 없고, 있다고 해도 이곳만 못할 것이다!)" 슐뢰처가 쓴 이 격언은 아직도 괴팅겐 시청 지하의 입구에 적혀있다. 그 시대에 신동이라고 불렸던 그의 딸, 도로테아(Dorothea von Rodde-Schlözer)는 대학의 50주년인 1787년에 독일에서는 처음으로 여성으로서 박사학위를 받았다.
괴팅겐 대학교의 꽃이 활짝 피고있던 이 시기에 요한 볼프강 폰 괴테도 자신의 대학 시절(1765~70)을 겪으면서 이곳을 마음에 들어했다. 그는 여기서 공부하기를 간절히 바랬지만, 아버지에 의해서 라이프치히 대학교로 가야만 했다.
그 생각으로 나는 계속 괴팅겐이 눈에 보인다. 하이네, 미하엘리스와 같은 사람들과 또 다른 이들이 나의 모든 믿음에 깃들어 있다. 나의 가장 간절한 소망은, 그들의 발앞에 앉아 그들의 가르침을 듣는 것이다. 하지만 나의 아버지는 꿈쩍도하지 않으신다.— 괴테, 《시와 진실》. 6권 2장

괴테는 이런 이유로 이후에 여러번 괴팅겐에서 오랫동안 머물렀다.

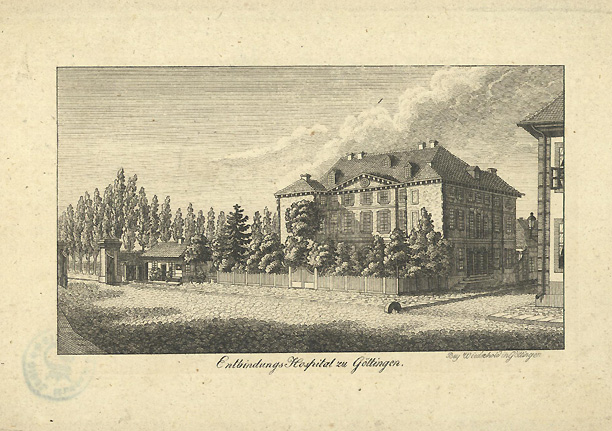
독일어권 최초의 산부인과, 괴팅겐 아쿠시에하우스(Accouchierhaus)

1751년에 괴팅겐에는 알브레히트 폰 할러의 제안으로 독일어권에서 가장 먼저 대학 산부인과가 설립되었다. 그 이후에 산부인과는 무너져가는 병원으로 옮겨졌다. 18세기 말에 비교적 현대적이고 대규모의 설비를 갖춘 신축건물로 옮겨졌다. 1785년과 1790년 사이에 왕실 산부인과로 정해져서, 이 건물은 아쿠시에하우스(Accouchierhaus)라고 불렸다. 현재 이 건물은 대학교의 음악학과가 사용하고 있다.
1770년대 초반에 낭만주의 괴팅어 하인분트가 결성되었다. 이것은 문학적 청년운동으로서 도시의 이름에 또다른 명성을 주었다.
1780년에 의학자이자 인류학자였던 요한 프리드리히 블루멘바흐가 문화인류학 수집관(Sammlung für Völkerkunde)을 설립했다. 이곳은 현재 인류학 연구소에 속해있다. 수집품 가운데에는 제임스 쿡이 탐험하면서 얻었던 것들도 있다. 블루멘바흐는 무엇보다 동물학과 학문적인 분과로서의 인류학의 중요한 창설자로 여겨진다. 그는 주로 비교해부학의 영역에서 활발한 활동을 했다. 그의 《비교해부학 및 생리학 편람》(Handbuch der vergleichenden Anatomie und Physiologie)은 유럽의 거의 모든 언어로 번역되었다.
요한 도미닉 피오릴로(Johann Dominik Fiorillo)가 괴팅겐으로 초빙되면서 1781년부터 독일에서는 미술사가 학문적인 과목으로 자리잡았다.
1802년 괴팅겐 과학협회의 9월 회의에서, 당시 아직 어문학과 신학을 공부하면서 괴팅겐 김나지움에서 보조 교원을 맡고 있던 게오르크 프리드리히 그로테펜트(Georg Friedrich Grotefend)는 페르시아 설형문자의 판독방법을 선보일 수 있었다. 이것은 세계적으로 이 문자체계를 추론하는데에 돌파구로 여겨졌으며 근동지역의 고대사를 연구하는데 기초가 되었다.

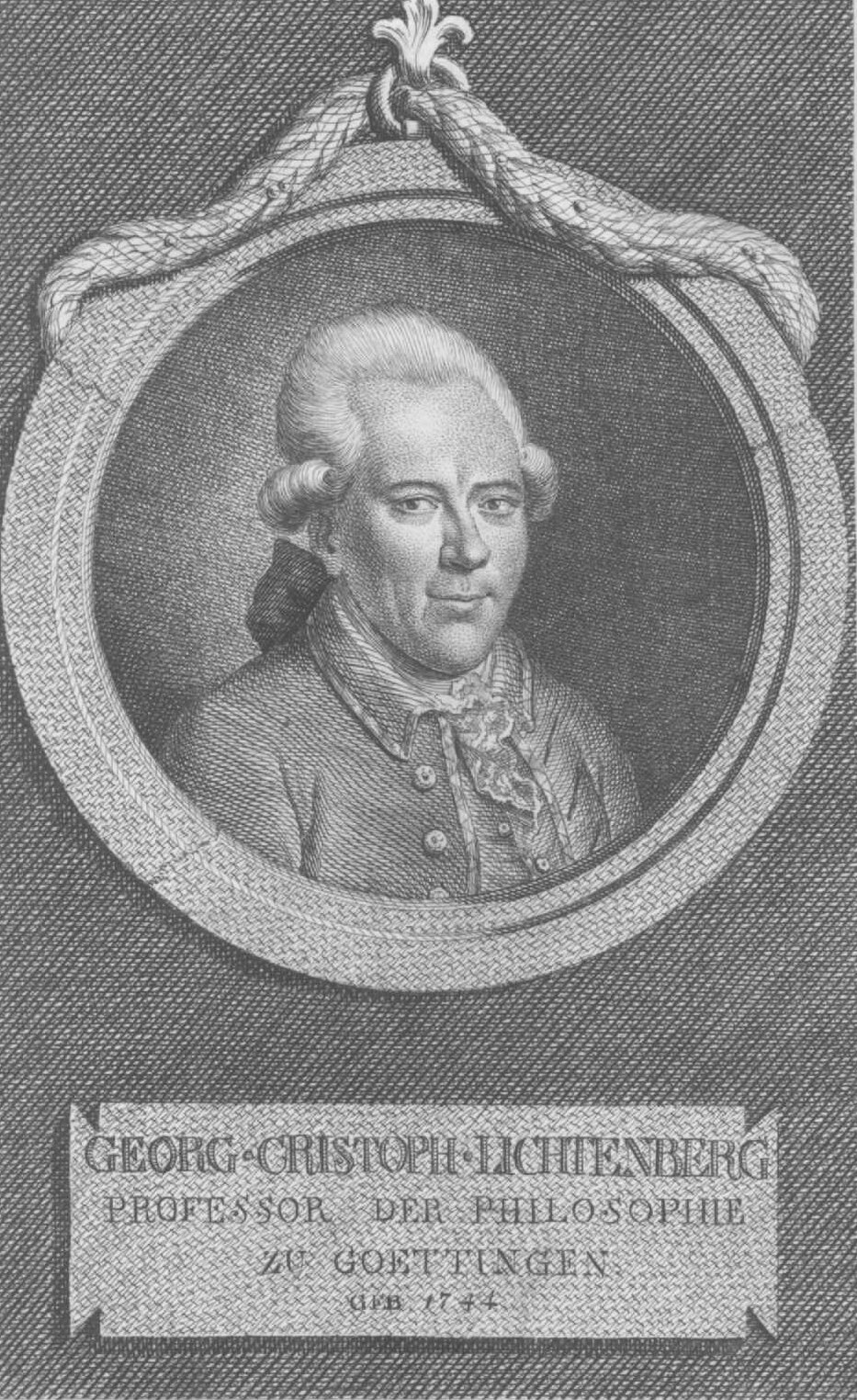
박식가(Polyhistor) G.C. 리히텐베르크
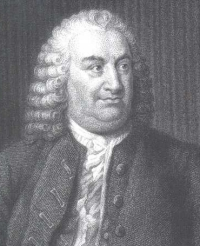
의학자이자 박식가였던 A. v. 할러
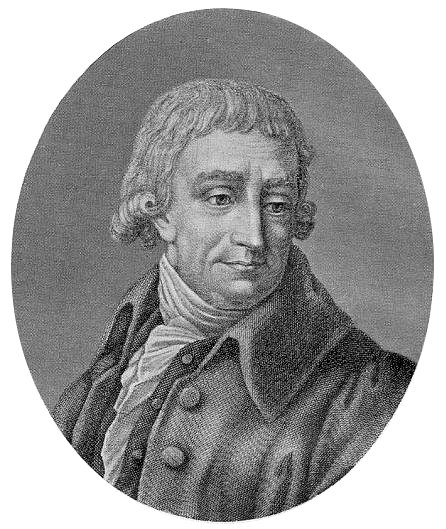
C.G. 하이네
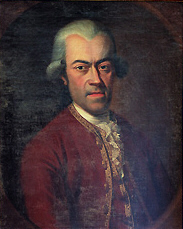
역사학자 A.L. 슐뢰처

## 베스트팔렌 왕국의 대학교
1803년 프랑스가 하노버를 점령하고 1806년 나폴레옹의 군대를 통해서 전 독일을 점령한 이후 1807부터 1813년까지 괴팅겐은 베스트팔렌 왕국 라이네 데파르트망의 중심도시가 되었고 그로 인해 근처에 있던 왕국의 수도인 카셀의 지배와 감독을 받았다.

### 학생들과 사회

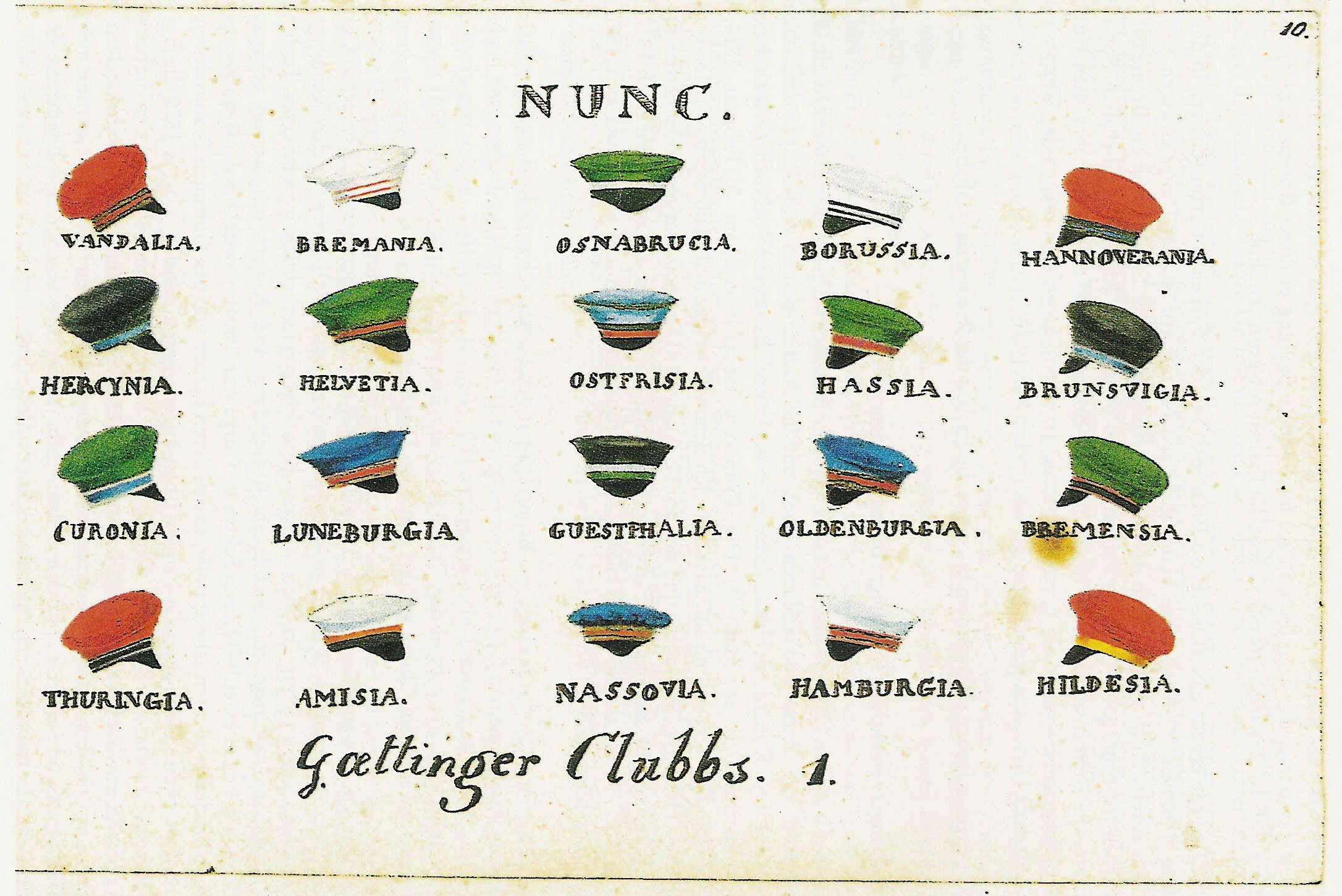
1827년 괴팅겐에서 학생들이 썼던 모자의 색상

프랑스에 의해서 국가조직과 법률제도에 개혁이 이루어지면서 1809년에 학생들은 더 이상 대학의 재판권이 아니라 정규 국가헌병(경찰)의 권한 아래에 놓이게 되었다. 이 일과 함께 학생들에게 익숙하지 않았던 국가 권력의 중압감은 1809년의 국가헌병사건(Gendarmen-Affäre)으로 이끌었다. 8월 17일 조용히 말을 타고 떠나던 하노버 코어(Corp Hannovera)의 한 학생이 길을 비키지 않았다는 이유로 헌병들에 의해서 체포되어 폭행을 당했고, 이 사건은 학생들과 시민들을 저항으로 이끌었다. 그와 함께 학생 단체로의 코어는 금지에도 불구하고 계속해서 존재했고 그 결과 회원들은 퇴학을 당했다. 괴팅겐 대학교의 강경 노선은 우선 법학자로서 독일의 역사법학파를 창시한 총장대리 구스타프 폰 후고(Gustav von Hugo)와 그의 상관이었던 베스트팔렌 왕국 정부의 유스투스 크리스토프 라이스트(Justus Christoph Leist)와 함께 학생들에 맞섰다.
특히 많은 우익 학생들은 하이델베르크 대학교로 방향을 바꾸었다. 학생들은 2년간 대학교를 떠나겠다고 선포했으며 괴팅겐에서 학생들의 숫자는 1809/10 겨울학기에 절반으로 줄어들었다. 여름학기에 615명의 학생들이 등록했던 것에 비해 단지 473명의 학생들만 다시 겨울학기에 등록했고, 그중 170명은 새로 등록한 학생들이었다. 이 긴장 상태는 1810/11 겨울학기에 토마스 크리스티안 튁센(Thomas Christian Tychsen)이 새로운 총장대리로 오면서 처음으로 해소되었다.
그러나 1811년에 원래 금지되었던 색(色) 모자를 쓰는 것이 다시 문제가 되었다. 총장대리 다비트 율리우스 포트(독일어: David Julius Pott)는 연기 요청을 하였고, 카셀의 지방장관은 색깔있는 모자의 착용을 처음 의도와 다르게 금지하지 않기로 했다. 그러나 사실 그 후에 카셀의 정부는 금지되었던 학생단체가 다시 생기는지 계속 조사했다. 어떤 학생들은 클룹(Club)이라는 이름으로 위장했다. 경우에 따라서 몇몇 향우회 모임이 대학에서 완전히 금지된 적도 있었다.
제6차 대프랑스 동맹 전쟁 때에는 괴팅겐의 학생수가 절반으로 줄어들었다. 전쟁을 위해 징집된 많은 괴팅겐의 학생들이 1813년과 1815년 사이에 목숨을 잃었다.

### 교수들

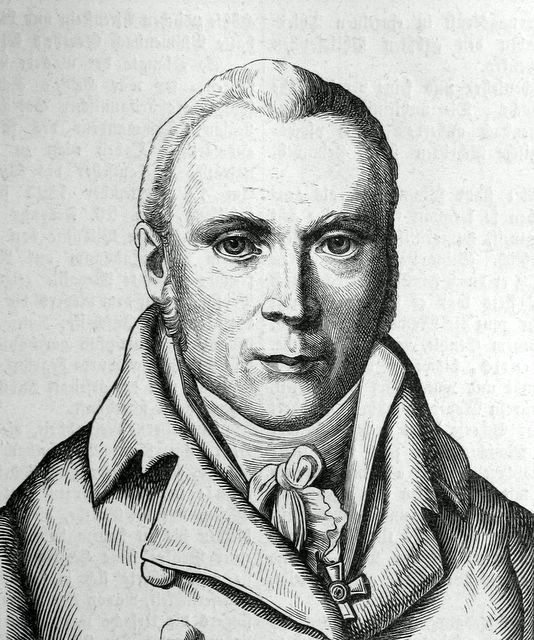
요한 프리드리히 블루멘바흐(Johann Friedrich Blumenbach)
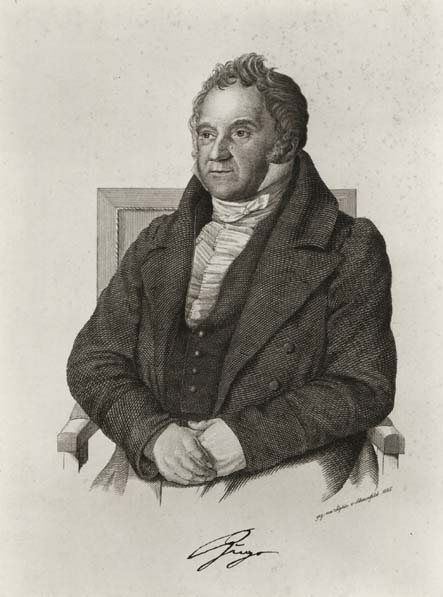
역사법학파를 창시한 후고(G. v. Hugo)

괴팅겐의 연구와 교육활동은 프랑스 점령기에도 줄어들지 않았다. 하지만 독일과 하노버의 복고적 경향과 함께 프랑스의 철학자인 샤를르 드 빌레(Charles de Villers)가 해고되었던 것처럼 이 시기에 이뤄졌던 임용이 취소되기도 했다.

### 정치와 대학교
괴팅겐은 베스트팔렌 정부의 영향을 비교적 적게 받은 편이었다. 더욱 심한 곳은 16세기에 벨펜(Welfen) 가문에 의해 설립된 헬름슈테트 대학교\였다. 이 대학은 거의 150여년 동안 벨펜 가문의 유일한 대학교였다. 하지만 1809/10 겨울학기에 단지 76명의 학생들만이 수업에 참여하면서 곧장 문을 닫아야 했다. 괴팅겐은 이로 인해 벨펜 가문의 영토에서 유일한 대학교가 되었다. 약 120명의 학생들로 구성되어 비교적 작은 규모였던 린텔른 대학교(Universität Rinteln)도 마찬가지로 1809년에 괴팅겐 대학교를 위해서 문을 닫았다.

## 빈 회의에서 1866년 프로이센의 하노버 합병까지

### 학생들과 사회

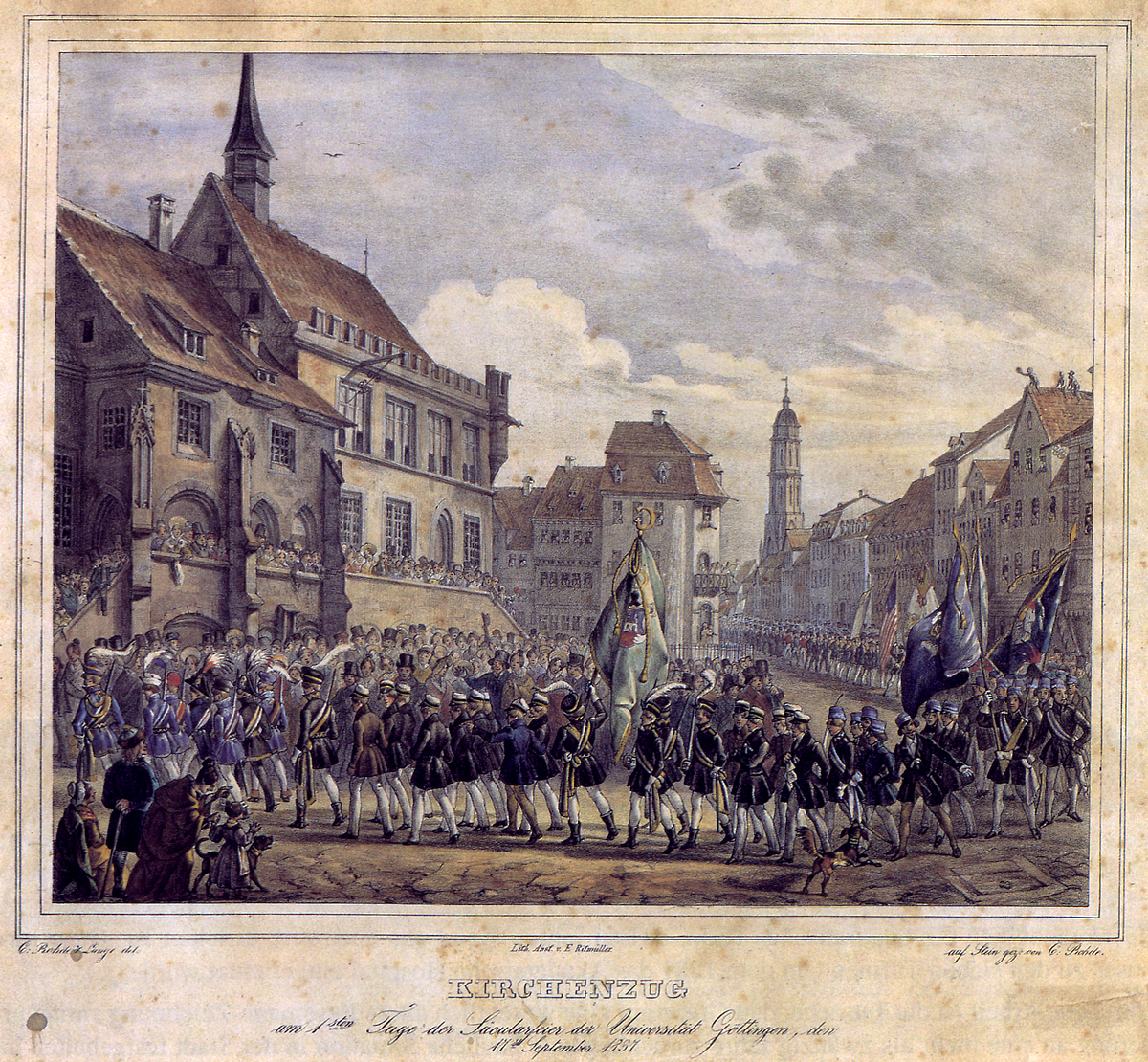
1837년 개교 100주년을 기념한 학생들의 행진

전쟁이 끝나고 전쟁에 참여했던 학생들은 다시 학교로 돌아왔다. 이와 함께 하노버왕국의 괴팅겐에는 1815년 예나에서 시작된 부르셴샤프트라는 사상이 전해져왔다. 하지만 이것은 괴팅겐의 학생들에게서 그다지 큰 반향을 불러일으키지 못했고 특히 학생단체의 대표회(Senioren-Convent)로부터 적극적으로 받아들여지지 못했다. 이 점에서 부르셴샤프트는 괴팅겐에서 1848년까지 코어(Corps)보다는 의미 없는 예외현상으로 남았고 그들을 상징했던 알트도이치 복장(Altdeutsche Tracht)은 도시에서 보기가 쉽지 않았다.

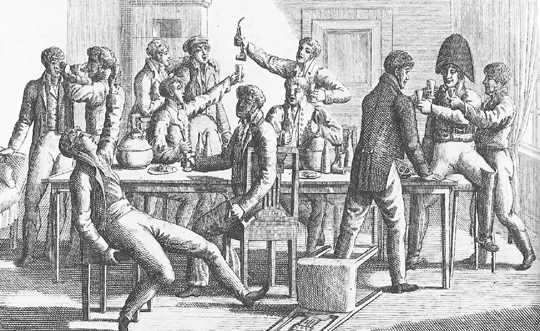
1816년 괴팅겐 학생들의 정기 회합

1818년에는 한 수공업자와 학생 사이에 싸움이 일어났는데 하노버 정부에서는 학생들에게 맞서서 후사르에 더 많은 병사를 투입했고, 이 때문에 학교의 모든 재학생은 또다시 비첸하우젠(Witzenhausen)으로 퇴거했다. 하지만 학생들의 이런 파업이 아무런 성과가 없었기 때문에 그 이후 학생들은 학교에 대해 거부의 뜻을 보였고 1158명이었던 학생 수는 겨울 학기에 858명으로 줄어들었다. 이렇게 일어난 정부의 수사와 1819년 9월 20일에 이뤄진 카를스바트 결의에 담긴 대학법이 통과되면서 지하 조직이나 위장단체로 존속했던 학생연합에 대한 추적은 더욱 심해졌고 1820년대 중반까지 줄어들지 않고 계속되었다. 1823년에 학생들은 다시 한 번 비첸하우젠으로 퇴거했지만 역시 아무런 성과는 없었다.
1822년에는 훗날 브라운슈바이크의 공작이 되는 빌헬름이 괴팅겐 대학교에 다녔다. 그는 이후 프로이센에서 군 복무를 했고 1830년에 국민에 의해 쫓겨난 그의 형의 후임으로 공국의 군주가 되었다.
시인 하인리히 하이네는 《하르츠기행(Die Harzreise)》에 괴팅겐 시와 시민, 그리고 대학교에 대해 조롱과 반어가 가득한 글을 담았다. "괴팅겐은 멋진 도시이다. 특히, 등으로 바라볼 때."
괴팅겐의 학생 수는 특히 눈에 띄게 줄어들었는데, 에스토니아, 리보니아, 쿠를란트와 같은 발트 해 지역의 학생들에게 전통적으로 괴팅겐이 인기가 있었지만, 차르 니콜라이 1세가 1825년에 황제가 된 이후 엄격한 지시를 내려 발트족 사람들이 독일에서 학업을 하는 것을 어렵거나 완전히 불가능하게 만들었기 때문이다.

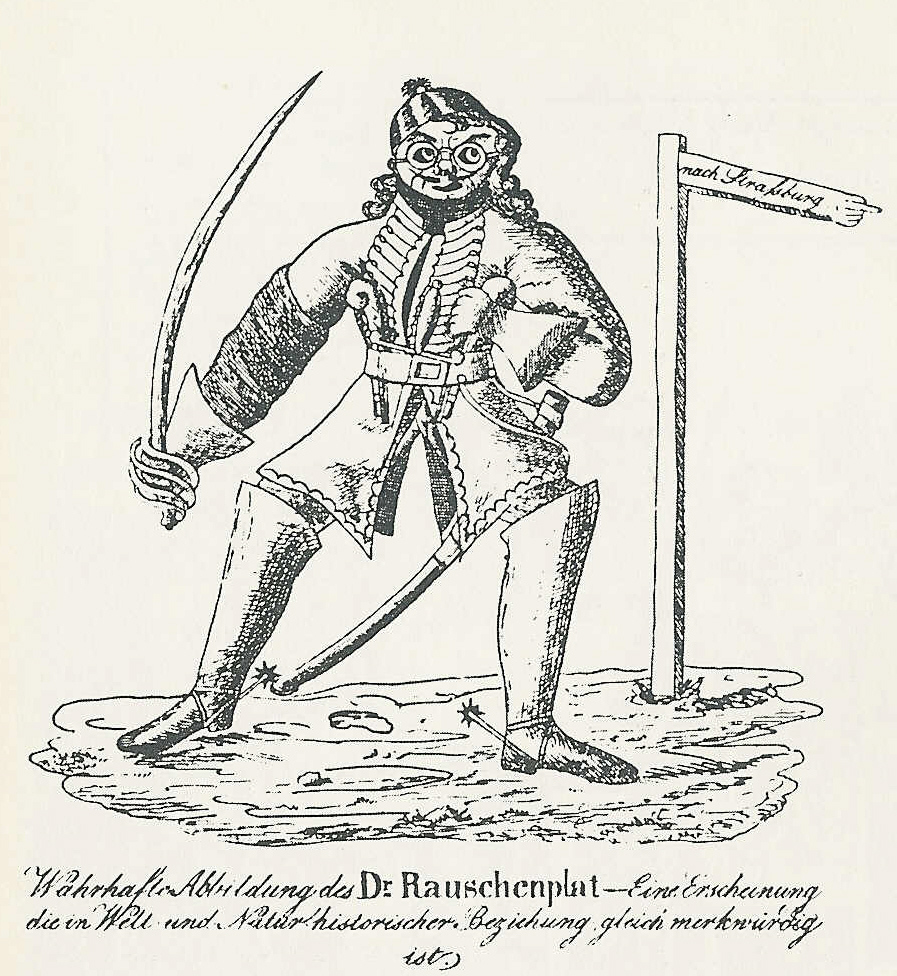
1831년 괴팅겐 혁명 당시의 라우셴플라트를 그린 작자 미상의 동판화

다시 한번 심각한 폭동이 1828년 섣달그믐 밤에 일어났다. 대학관청은 벽보를 통해 과도한 음주에 대해 경고했고 학생들은 시장 광장에 모여서 학생가 가운데 하나인 《가우데아무스 이지투르(Gaudeamus igitur)》를 불렀다. 이후에 그들은 학교의 수위에게 쫓겨 도시를 가로질러 달렸고 가로등을 끄고 학교 직원들의 수많은 창유리를 두들겨 부쉈다. 이 과정에서 많은 이들이 다치기도 하였다. 이 예기치 않은 사건은 이후에 제대로 진상이 규명되지 않았고 그래서 아무런 결과 없이 남게 되었다.
1829년과 1830년에는 바이에른의 왕이었던 루트비히 1세의 아들로 훗날 왕위를 이은 막시밀리안 2세가 괴팅겐에서 역사학과 국가법 강의를 들었다. 막시밀리안은 여기서 프리드리히 달만(Friedrich Dahlmann)과 아르놀트 헤렌(Arnold Heeren)의 제자가 되었다.
1830년에 파리에서 일어난 프랑스 7월 혁명의 뒤를 이어 1831년 1월에는 괴팅겐 혁명(Göttinger Revolution)이라고 불리기도 하는, 괴팅겐의 시민과 학생들의 혁명으로 도시가 혼란스러웠다. 대학의 강사였던 요한 에른스트 아르미니우스 폰 라우셴플라트(Johann Ernst Arminius von Rauschenplatt)의 지도 아래에 혁명위원회가 발족했고 1831년 1월 8일에는 괴팅겐 시의회가 해산했다. 사람들은 왕에게 하노버 왕국을 위한 자유 헌법과 정부의 퇴각을 요구했고 학생들은 거리에서 금지되었던 담배를 피웠다. 1월 15일에 정부가 군대를 동원하면서 혁명은 별 성과 없이 끝났지만, 이 일로 에른스트 폰 뮌스터(Ernst von Münster) 백작은 자신의 장관직을 내놓아야 했고 케임브리지 공 어돌퍼스(Adolphus)는 하노버의 부왕(Vizekönig)으로 임명되었다.
1842년과 45년에는 괴팅겐의 학생들에게도 만인 평등의 사상에 혼을 불어넣고, 7월 혁명과 함바흐 축제(Hambacher Fest)의 물결을 통해 학문적 특권의 폐지를 추구했던 개혁적 진보 운동(Progress)의 혼란이 전해졌다.
괴팅겐의 학생들은 바르트부르크 축제와 아이제나흐에서 있었던 학생의회에 대표단을 보내어 참여했고 여기서 프랑크푸르트 국민의회에 학생들의 요구를 표현하는 것을 시도했다.
혁명의 해였던 1848년의 괴팅겐에는 진보 운동이 사그라들면서 1850년대 중반부터 빌덴샤프트(Wildenschaft)라는 운동이 그 자리를 대신했고, 실러 탄생 100주년이었던 1859년에 새로운 조직이 결성되었다. 이 운동은 학생단체(Studentenverbindung)에 대항해서 조직된 학생들이 주도했고 훗날 핑켄샤프트(Finkenschaft)가 이 학생들에게서 유래되었다. 1863년 7월에는 이 빌덴샤프트에서 처음으로 지금의 총학생회(AStA)의 전신이 되는 학생회가 구성되었다. 이후로 이 새로운 운동은 학생 단체들이 총대표권을 잃으면서 점점 더 힘을 얻어갔다.
1854년에 철도가 괴팅겐까지 연결되면서 이곳으로 오는 길이 한결 편해졌다. 동시에 철도망의 확장은 다음 세대의 학생들을 둘러싼 다른 대학과의 경쟁을 고조시켰다. 이미 당시에는 북독일의 학생이 남독일로 가는 경우가 남독일의 학생이 북독일로 가는 것보다 더 많았다.

### 교수들과 학문적 정점

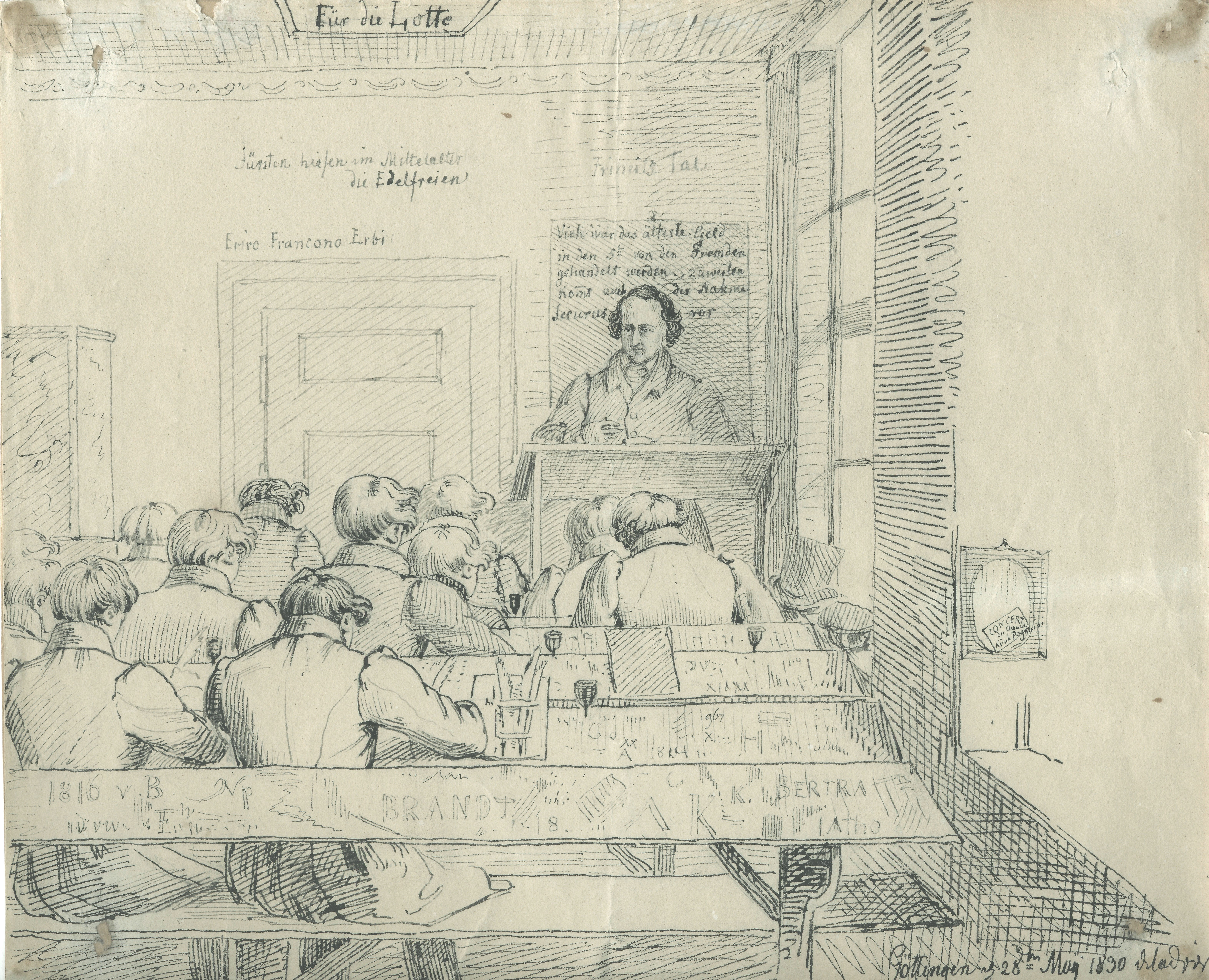
1830년 5월 28일 괴팅겐, 야콥 그림의 수업장면

이 격동의 시기에 야콥 그림과 빌헬름 그림 형제가 괴팅겐으로 오게되었다. 야콥 그림은 사서 겸 교수로, 빌헬름 그림은 처음에 사서로만 일했지만 나중에는 역시 교수로도 재직했다. 그들은 여기서 고대 문학에 몰두했고 자신들의 연구 성과를 바탕으로 독일 고대법제(Rechtsaltertümer)와 어문학을 강의했다. 그들은 이렇게 새롭게 일어난 독문학에 주춧돌을 놓았다.
화학자 프리드리히 뵐러는 1836년 프리드리히 슈트로마이어(Friedrich Stromeyer)의 후임을 맡았다. 뵐러는 1828년  무기화합물인 시안산암모늄으로 유기화합물인 요소를 합성하는데 처음으로 성공하면서 유기화학의 선구자로 여겨지게 되고 생화학 연구의 장을 열었다. 이 인 비트로 합성은 초월적인 생명력이 유기물의 생산에 불가결하다는 생기론을 반증했다.
이 시기에는 모든 시대를 통틀어 가장 위대한 수학자 가운데 한 사람이었던 카를 프리드리히 가우스도 대학의 교수이자 천문대의 대장으로 일하고 있었다.
1863년부터 1866년까지 로베르트 코흐(Robert Koch)가 괴팅겐에서 의학을 전공하여 국가고시를 보았고 박사학위도 취득하였다. 오늘날 그는 현대 세균학의 창시자이며 열대의학에도 일정 부분 기여한 것으로 여겨진다. 그의 연구와 그의 제자들은 나중에 많은 사람들과 동물들의 생명을 위협했던 심한 전염병들의 치료에도 기여했다.

### 정치, 대학의 구조와 건축물들

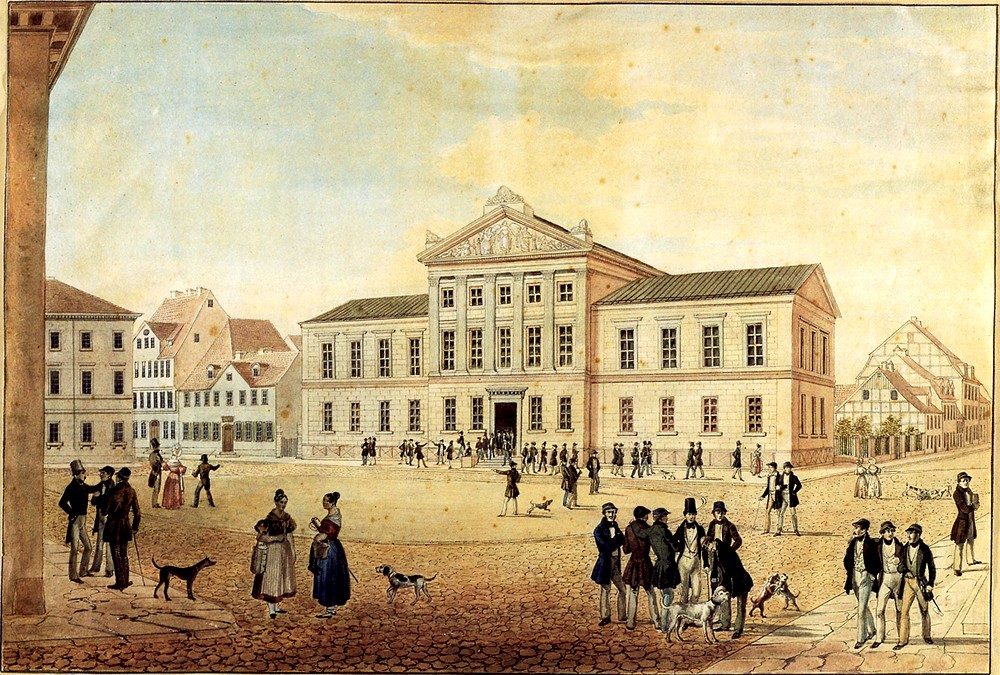
1837년 빌헬름 광장의 대강당

나사우 백작령에는 자체적인 대학교가 없었기 때문에 나사우의 빌헬름 1세는 1817년 10월 28일 하노버 왕국과 조약을 맺었다. 그렇게 해서 괴팅겐의 왕립 하노버 게오르크 아우구스트 대학교는 프로이센에 의해 1866년 두 국가가 합병될 때까지 나사우의 국가대학이 되었다. 1837년 윌리엄 4세는 대학의 100주년을 기념하여 대강당(Aula)을 선사했다. 이 건물은 1835년 건축가 오토 프라엘(Otto Prael)에 의해서 카를 프리드리히 싱켈(Karl Friedrich Schinkel)의 영향을 받아 로마 초기교회(Basilika)를 본보기로 하여 지어졌다. 건물 전면의 조각장식은 조각가 에른스트 폰 반델(Ernst von Bandel)의 작품이다. 후원에 대한 감사의 표시로 괴팅겐의 사람들은 대강당 앞의 광장의 이름을 윌리엄 4세의 이름을 독일식으로 따서 빌헬름 광장(Wilhelmsplatz)이라고 바꾸고 여기에 왕의 동상을 건립했는데, 이 동상은 현재 독일에서 유일한 영국 왕에 대한 기념물이다.

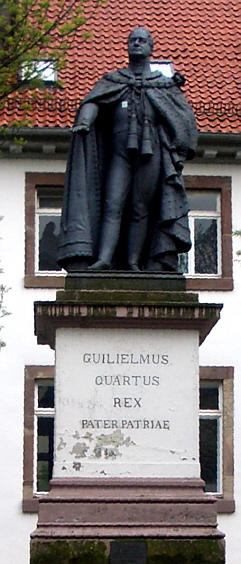
윌리엄 4세를 위한 기념상

이 오래된 대강당에서는 역사적인 학생감옥을 지금까지도 볼 수 있다.
1837년에 그림 형제와 물리학자 빌헬름 베버를 포함하여 일곱 명의 교수가 해고되었는데, 그들이 자유주의적 사상의 영향을 받아 1833년에 만들어진 하노버 헌법의 폐지에 대항해서 항의했기 때문이다(괴팅겐 7교수 사건). 이로 인해 대학은 힘든 시기를 겪어야 했다. 이 헌법의 폐지가 선언되면서 전제주의적이었던 1819년의 헌법은 다시 효력을 갖게 되었다. 이렇게 쫓겨난 교수들의 동료들은 서로 연대하여 이 일곱 명의 교수들의 자리를 대체하기 위한 대학의 청빙에 응하지 않았고 대학은 결국 이 교수들을 다시 부르기 위해 노력하였다. 하지만 물리학자 베버와 동양학자 하인리히 에발트만이 게오르크 아우구스트 대학교로 돌아왔다. 세계 과학사에서는 이 사건을 이후 1934년에 일어나는 나치의 대숙청과 한 맥락으로 이해하고 있다.

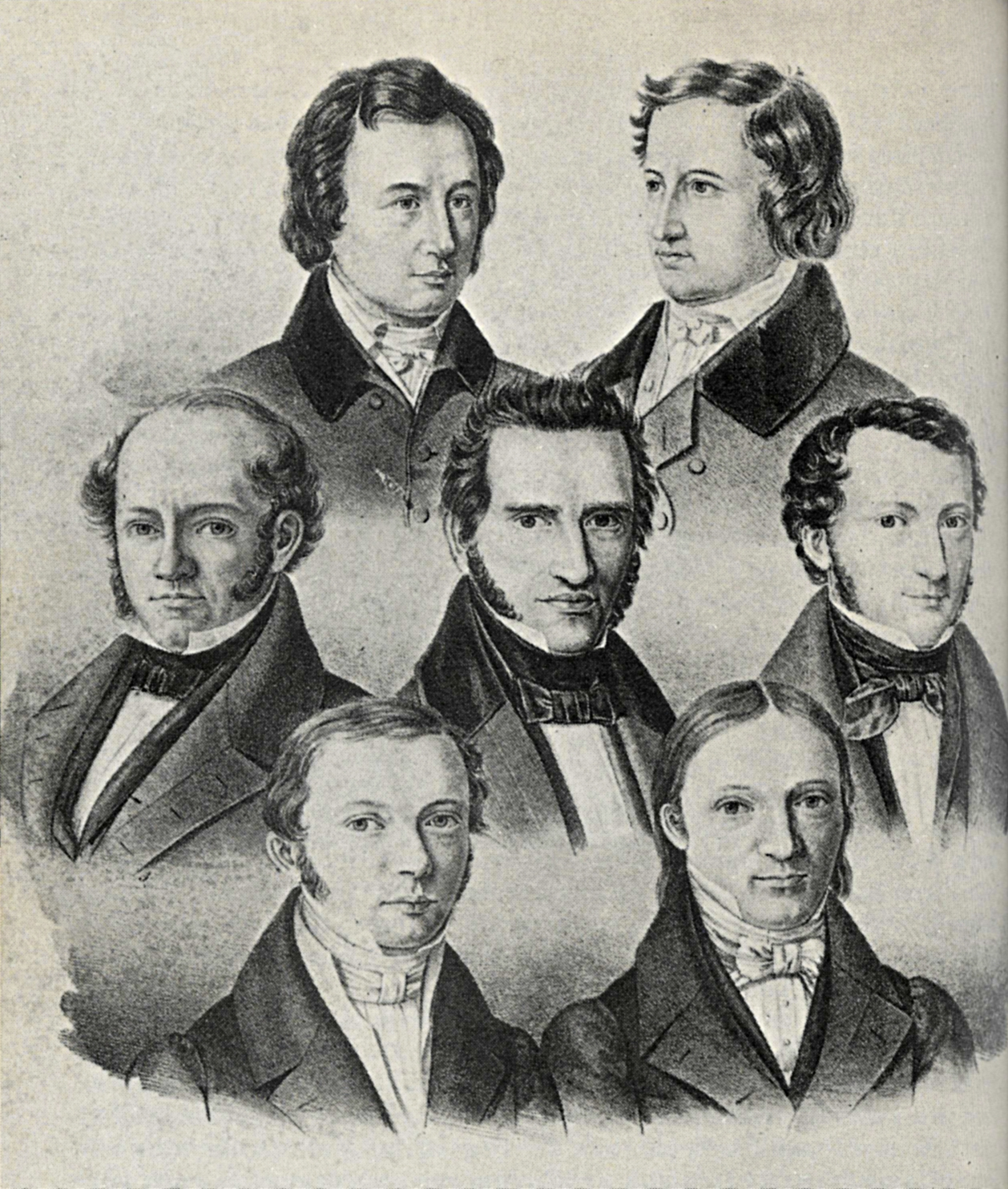
괴팅겐 7교수: (1) 빌헬름 그림, (2) 야코프 그림, (3) 빌헬름 에두아르트 알브레히트, (4) 프리드리히 크리스토프 달만, (5) 게오르크 고트프리트 게르비누스, (6) 빌헬름 에두아르트 베버, (7) 하인리히 게오르크 아우구스트 에발트

1837년에 일어난 이 헌법 문제는 혁명의 해였던 1848년, 괴팅겐 시와 괴팅겐 대학교에 혼란을 일으킨 궁극적인 원인이기도 했다. 이 혼란은 3월 전기(Vormärz) 때 하노버 정부가 마침내 시대의 요구를 수용하면서 잠잠해졌다. 이 괴팅겐 7교수 가운데 2명은 괴팅겐 대학교의 초청을 받아들였고 학생들은 표현의 자유를 인정받았다. 이 혁명은 그래서 괴팅겐에서는 비교적 조용한 길을 통해 사그라들었다.
1866년에는 신고딕양식의 강당이 완공되었고 이 건물은 지금 대학교의 오랜 전통을 가진 예술 소장품들 가운데 회화를 소장하는 용도로도 쓰이고 있다. 이 건축사업과 함께 파울리네 교회의 대학도서관의 확장을 위한 공간을 만드는 일도 진행되었다. 하지만 파울리네 교회와 빌헬름 광장의 대강당도 계속해서 70년대에 다목적관이 문을 열 때까지 강의를 목적으로 사용되었다.

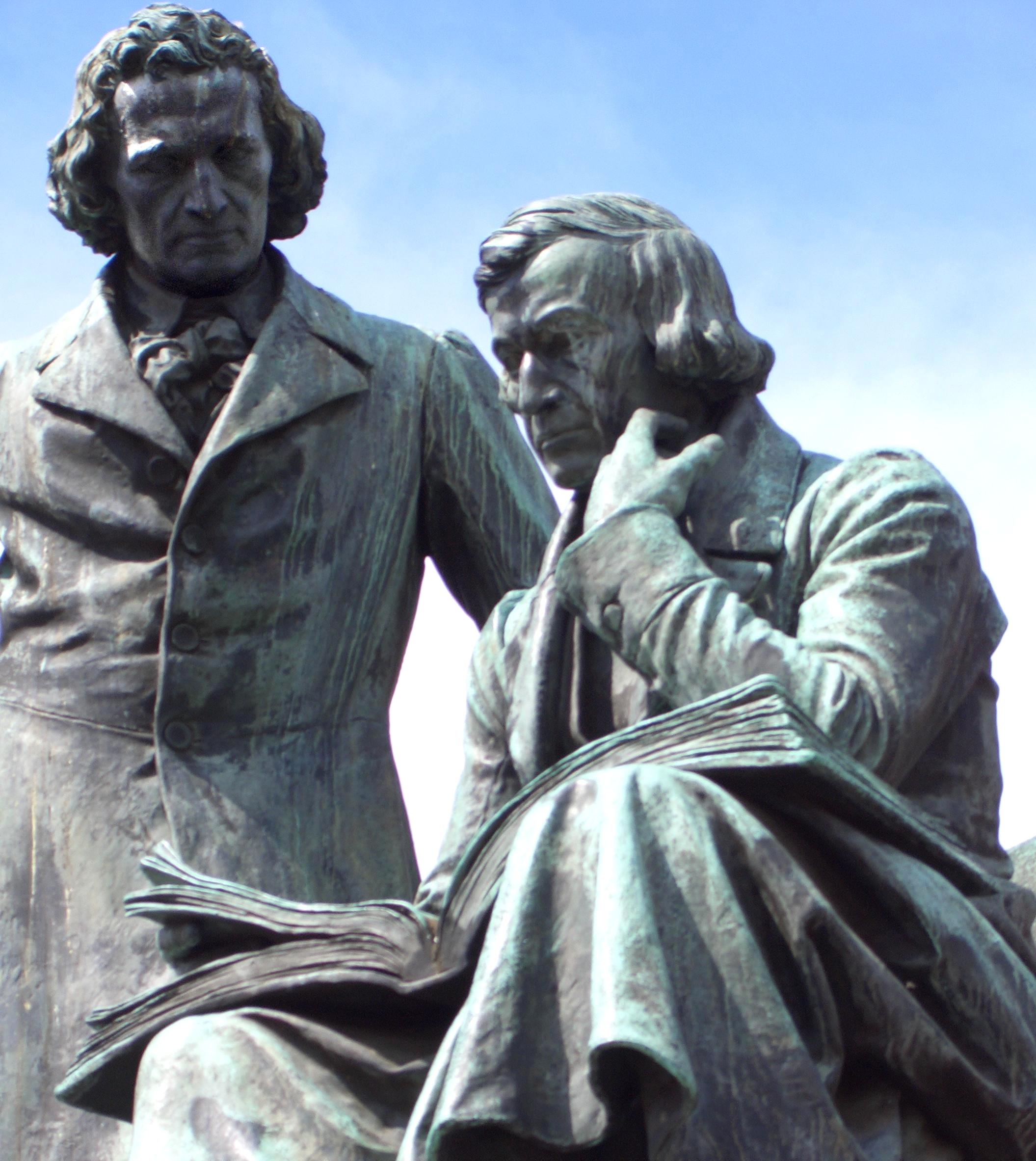
언어학자 빌헬름과 야코프 그림
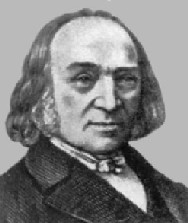
동양학자 하인리히 게오르크 아우구스트 에발트
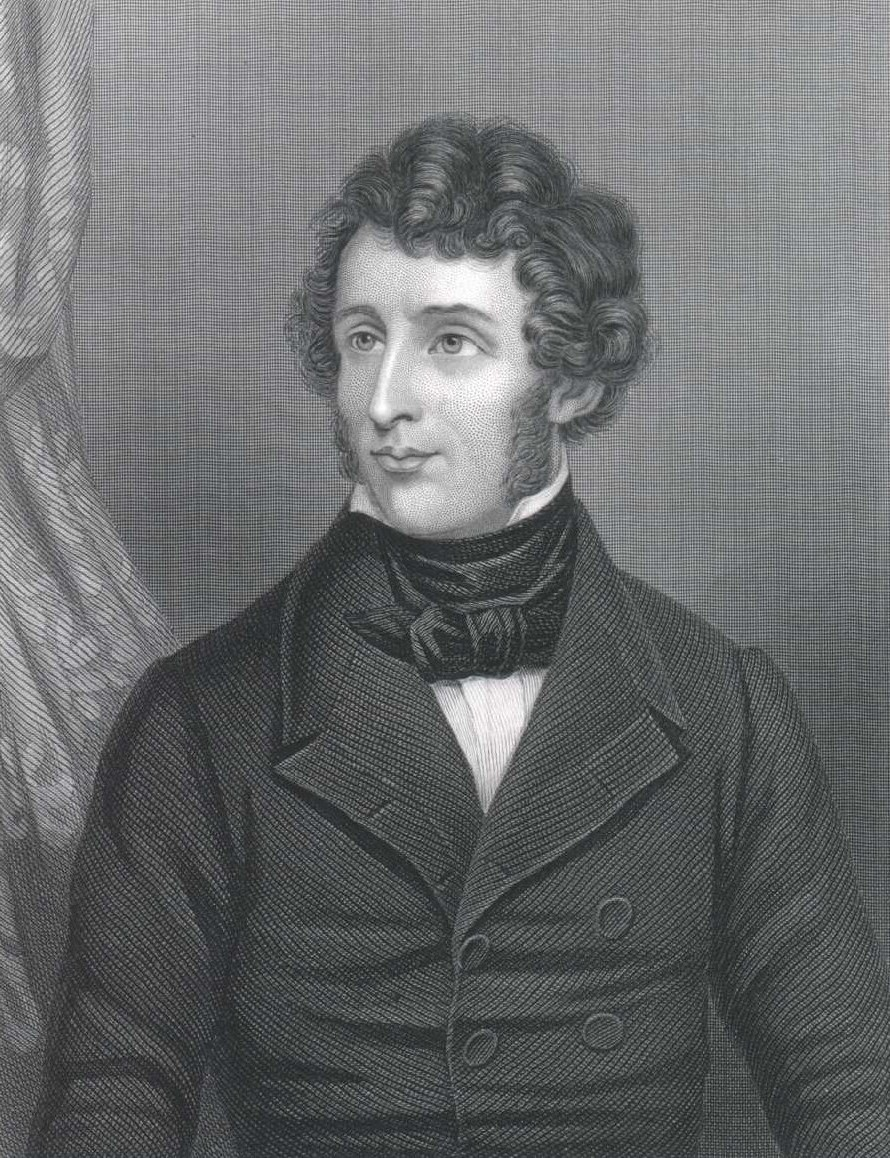
화학자 프리드리히 뵐러
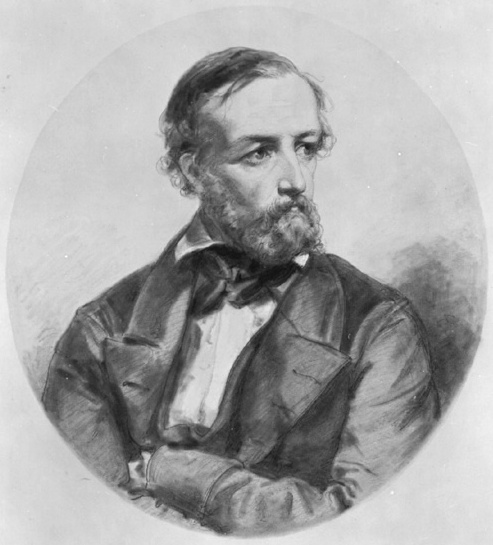
수학자 페터 구스타프 르죈 디리클레
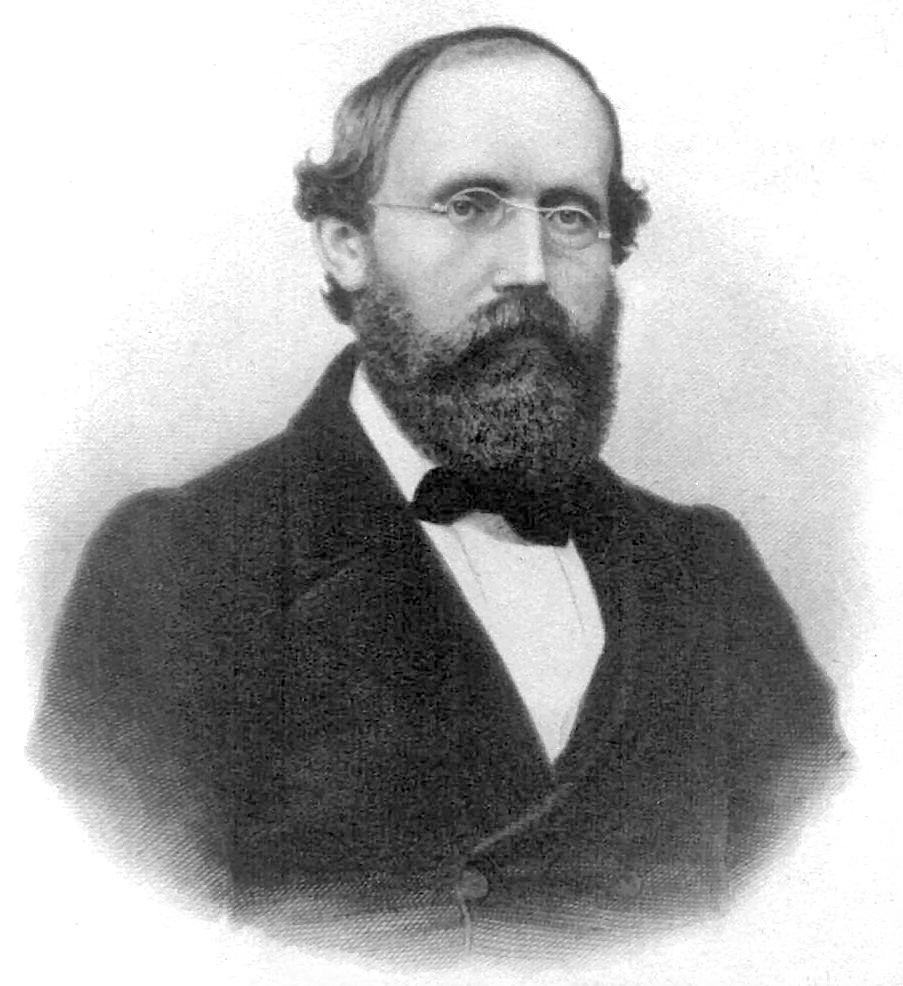
수학자 베른하르트 리만

## 독일제국의 대학교
1866/67 겨울학기를 기점으로 괴팅겐 대학교는 프로이센의 학교가 되었다.

### 학생들과 사회
1881년에 법이 바뀌면서 괴팅겐에서는 술집들이 이전보다 문을 일찍 닫아야 했고 5월 15일에는 괴팅겐 맥주폭동이 일어나 300명이 체포되고 뒤를 이은 유죄 판결로 많은 이들이 구금되었다.

### 교수들과 학문적 정점
루돌프 폰 예링을 포함하여 몇몇 유명한 독일의 법학자들은 이 시기에 괴팅겐에 명성을 가져다 주었다.
프로이센 문화부의 완강한 관리였던 프리트리히 알트호프(Friedrich Althoff)의 적극적인 대학정책은 비록 논란이 없지는 않았으나 19세기 말과 20세기 초 사이에 괴팅겐을 세계적인 수학, 화학, 물리학의 중심지로 만들었고, 이 영향은 1920년대까지 계속되어 수 많은 노벨상 수상자들을 낳았다. 알트호프의 결정적인 정책 가운데 하나는 수학자 펠릭스 클라인을 초빙한 것이었는데, 그는 뛰어난 학문조직자(Wissenschaftsorganisator)였으며 알트호프와 함께 수학 및 자연과학 분야의 발전을 위해 함께 일했다. 한 예로, 화학자 발터 네른스트와 리하르트 지그몬디가 이들에 의해서 이 때 괴팅겐으로 왔다. 힐베르트의 문제들은 1900년에 파리에서 발표되어 20세기의 수학에 큰 영향을 끼쳤다. 1904년에 괴팅겐으로 초빙된 물리학자 루트비히 프란틀(Ludwig Prandtl)은 유체역학의 기초를 세우고 현재 독일항공우주센터의 전신인 항공역학실험소(Aerodynamische Versuchsanstalt)를 설립했다.
콘스탄티노스 카라테오도리는 괴팅겐에서 학부를 마치고 헤르만 민코프스키의 지도 아래 1904년 10월 1일, 박사학위를 받았다. 그는 백년에 한 번 나올까 한 천재라는 인정을 받았고 박사학위 구술시험 중 펠릭스 클라인으로부터 괴팅겐에서 교수자격시험을 준비해 보라는 제안을 받기도 했다. 그가 쓴 변분법, 복소해석학, 열역학, 기하광학, 이론물리학 등에 관한 논문은 많은 저명한 수학자들에게 큰 영향을 주었다. 또한 그와 알베르트 아인슈타인이 주고받은 편지를 통해 카라테오도리가 아인슈타인의 상대성이론의 기초에 관한 중요한 수학적 설명을 줄 수 있었음이 드러났다.

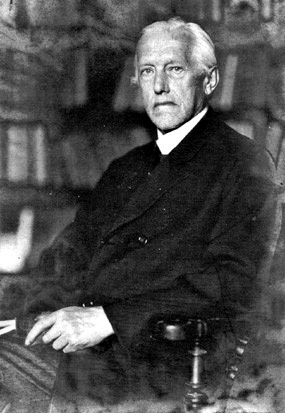
고전문학자 울리히 폰 빌라모비츠-묄렌도르프
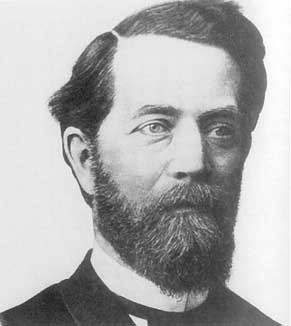
수학자 펠릭스 클라인
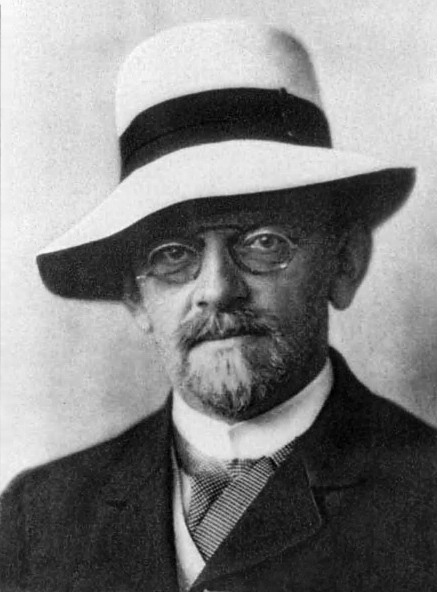
수학자 다비트 힐베르트
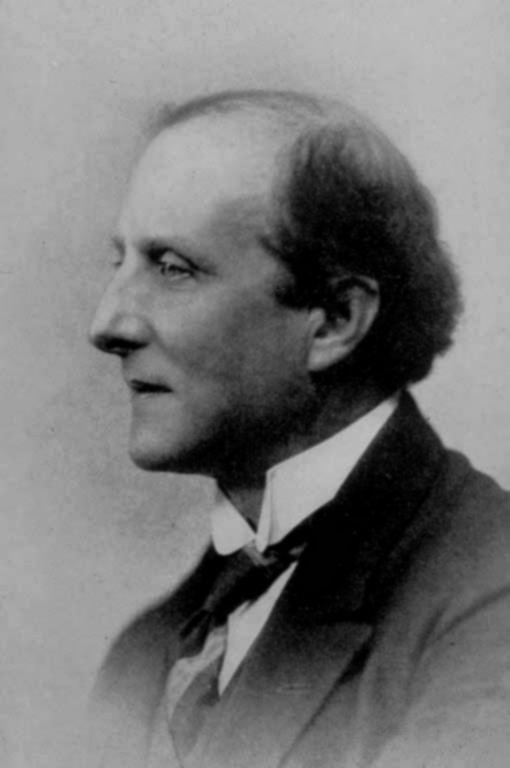
수학자 콘스탄티노스 카라테오도리
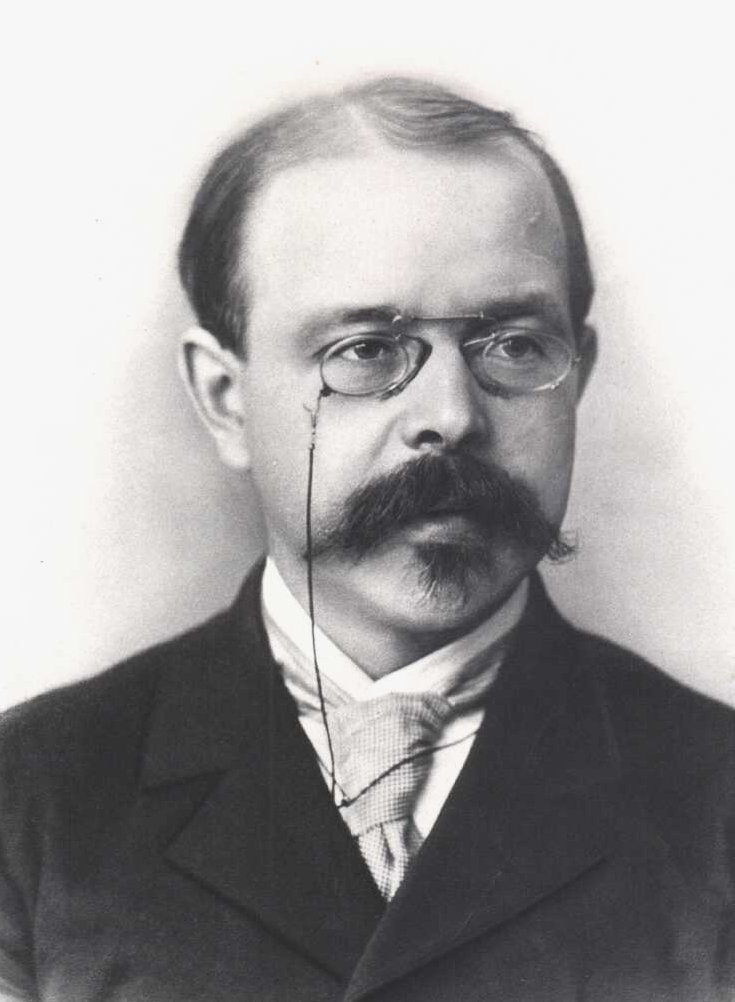
화학자 발터 네른스트
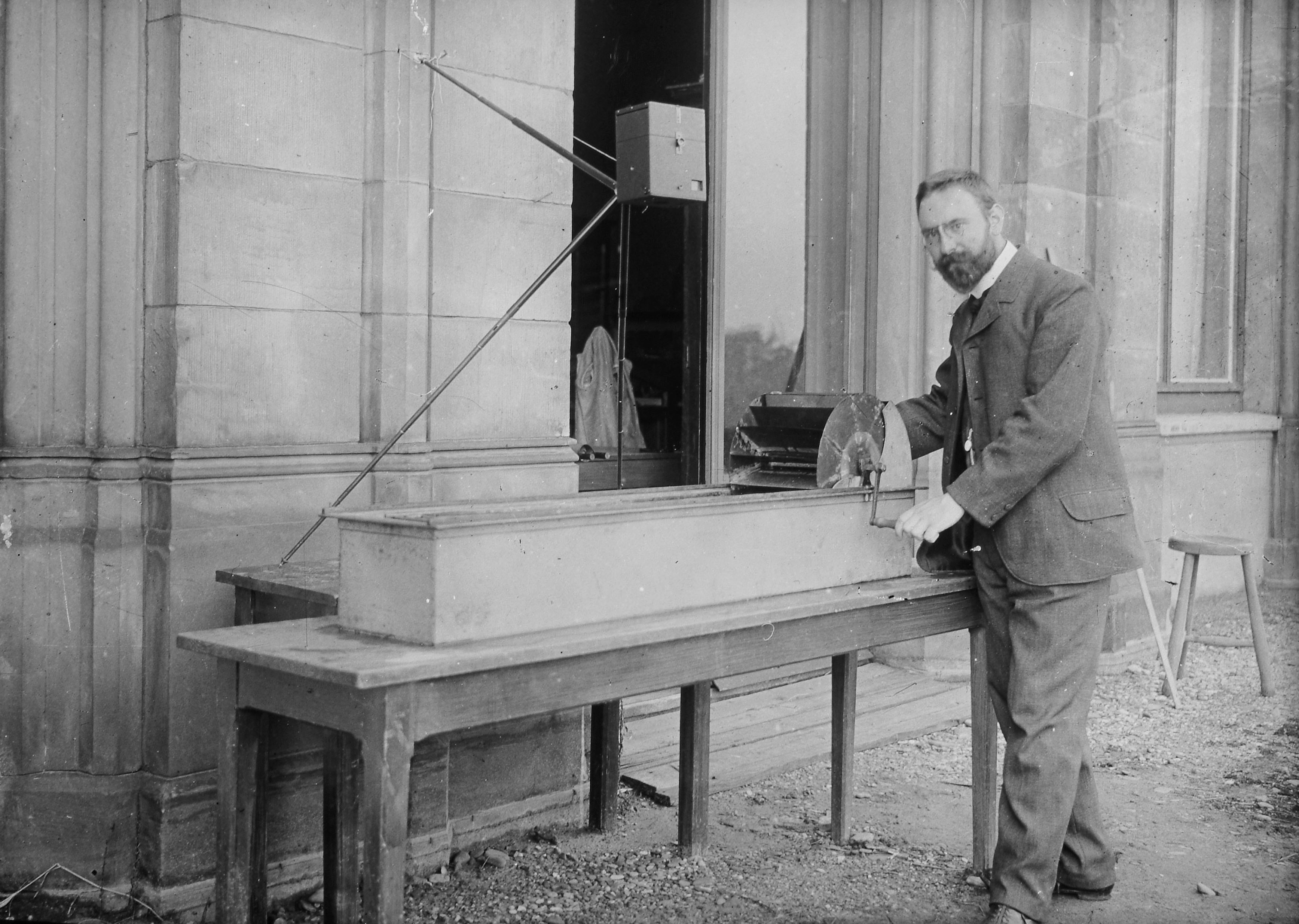
물리학자 루트비히 프란틀

### 정치, 대학의 구조와 건축물들
1878년부터 1882년까지 프린츠 길에는 대학도서관의 큰 확장공사가 이루어졌다. 이 확장은 도서관이 프로이센 도서관 체계의 망에 새롭게 들어오면서 원격대출과 같은 업무를 위해 필요했었다. 이 건물의 "베를린" 건축양식은 분명히 그 이전의 하노버 건축양식과 비교되는 것이었다.
1887년에는 대학의 150주년으로 기념축제가 열렸다. 황제 빌헬름 1세는 자신의 총장직위를 하노버 지역의 가장 높은 대표자였던 브라운슈바이크 공국의 알프레이트 폰 프로이센(독일어: Albrecht von Preußen)에게 위임했다.

## 양차 세계대전 사이의 대학교

### 학생들과 사회
급작스럽게 일어난 제1차 세계대전의 낙관적 분위기 속에서 대학교는 전쟁에 참가하는 학생들이 계속 학교에 등록되어 있도록 했다. 그렇게 해서 등록된 학생들의 수가 전선에 투입된 학생들의 수만큼 무더기로 줄어드는 일은 없었다. 실제로는 약 4분의 3 정도의 학생들이 전쟁에 참가였고 그들 가운데 726명의 학생들과 22명의 대학교 직원들이 목숨을 잃었다.
1918년 11월 8일 저녁 괴팅겐에서 노동자 및 병사 평의회(Arbeiter- und Soldatenrat)가 구성되었다. 11월 9일에는 시청 건물에 반달과 별 모양으로 두 개의 구멍이 뚤린 붉은 깃발이 펄럭였다. 좌익 학생들이 보수적 다수에 대항해서 앞지르지 못했었기 때문에, 학생들은 평의회에 학문적 문제를 조언하기 위한 위원회를 구성하여 협력했다.

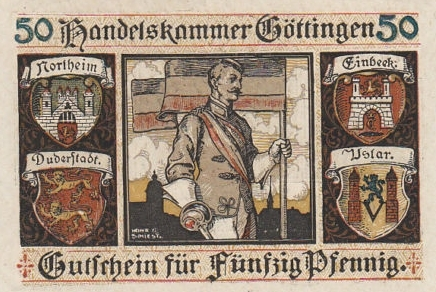
1920년대의 한 학생이 모티브가 된 괴팅겐 상공회의소의 임시화폐

바이마르 공화국 건국 이후에도 사회적 불안이 계속되자 정부는 공공질서를 유지하기 위해 거의 모든 대학교의 학생들을 대상으로 시간제 자원병을 모집하여 학생대대(Studentenbataillon)를 조직했다.
1920년 7월 22일에는 민족주의적인 학생단체(Studentenverbindung)들의 연합운동으로 독일대학우호회(Deutscher Hochschulring, DHR)가 괴팅겐에 설립되었다. 이 우호회는 무엇보다 1920년대 초반에 지역적인 학생회들(AStA)과 그 연합체인 독일 학생회(Deutsche Studentenschaft, DSt)에 큰 영향을 주었다. 그렇게 해서 1921년 5월에 있었던 괴팅겐의 학생회 선거에서는 20석 가운데 16석을 확보했다. 좀 더 민족자유주의적(nationalliberale)인 코어(Corps)들은 1922년 여름학기에 우호회를 떠났다. 우호회는 1920년대에 공화국에 적대적이고 반유대주의적인 수많은 집단 행동에 결정적으로 협력했고 학생들에게 민족사회주의적인 사상의 선구자로 여겨졌다. 1926년 설립된 민족사회주의 독일 학생연맹(Nationalsozialistischer Deutscher Studentenbund, NSDStB)의 세력이 커지면서 우호회는 그 의미를 잃었다.
1934년에 일어난 괴팅겐 폭동은 학생회의 획일적 통일화(Gleichschaltung)가 대학교에서도 있을 것임을 예고했다.
이 획일화 정책은 대학교의 200주년인 1937년에 완료되었다. 모든 학생들은 독일학생연맹(NSDStB)에 의해서 청년동맹(Kameradschaften)으로 조직되었다. 제2차 세계대전 동안에는 이전에 약 1700명 정도였던 학생 수가 크게 늘어나서 1945년 항복 이전의 마지막 학기에는 4884명이 등록했다. 이렇게 학생들이 많아진 이유는 불구자가 된 수많은 전쟁참가자들이 학업을 할 수 있는 기회를 얻었기 때문인데, 이것은 이들이 예를 들어 의학자로 다시 투입될 수 있게 하기 위한 것이었다. 또한 전쟁의 영향으로 1학년이 2학기가 아닌 3학기로 나뉘어 학업기간이 줄어들었다.

### 교수들과 학문적 정점
역사음악학의 창시자 가운데 한 사람인 프리드리히 루트비히(Friedrich Ludwig)는 1920년부터 1930년, 그가 죽을 때까지 괴팅겐에서 교수로 일했다. 1929/30년에는 대학교의 총장으로도 일했다.
1924년에는 베르너 하이젠베르크가 괴팅겐에서 막스 보른의 조수가 되었고 코펜하겐에서 닐스 보어와 일했다. 이후 그는 막스 보른, 파스쿠알 요르단(Pascual Jordan)과 함께 괴팅겐에서 양자역학의 기초를 세웠다.
1927년에는 후에 원자폭탄의 아버지라고 불리는 로버트 오펜하이머가 막스 보른을 사사하여 양자물리학에 관한 주제로 박사학위를 받았다. 이 시기에 그는 당시 유명한 원자과학자들과 의견을 나누기도 하였다. 오펜하이머는 그 이후 미국으로 다시 돌아갔다.
1931년부터 1933년까지 에드워드 텔러가 노벨상을 수상한 제임스 프랑크의 연구실에서 일했다. 두 사람 모두 나치가 정권을 장악한 이후 괴팅겐을 떠났고 이후에 미국으로 갔다.

### 정치, 대학의 구조와 건축물들
세계경제위기로 인해 곧장 타격을 입은 대학교의 연구소들과 카이저 빌헬름 협회(Kaiser-Wilhelm-Gesellschaft)는 나치의 집권 이후인 1933년에 유대인 출신이거나 “유대인의 친구들”이라고 불렸던 학자들을 모두 해고했다. 1920년대 말에 록펠러 재단(Rockefeller Foundation)의 자금으로 대학교에는 새로운 수학 연구소가 창설되지만, 재단은 대표였던 막스 메이슨의 지시로 재빨리 괴팅겐의 수학자들이 뉴욕으로 이주하는 것을 후원했다. 72명의 사람들이 인종차별주의적이거나 정치적 이유로 박사학위를 박탈당했고, 이 가운데에는 노벨상 수상자였던 루트비히 크비데와 막스 보른도 포함되어 있었다. 이 정치적 숙청작업은 "1933년의 대숙청(great purge of 1933)"으로 세계 과학사에 기억되고 있다.
일년 후에 당시 교육부 장관이었던 베른하르트 루스트는 한 연회에서 그의 옆에 앉아있던 수학자 다비트 힐베르트에게 괴팅겐에 있는 수학 연구소가 유대인, 민주주의적, 사회주의적 학자들이 떠나게 되면서 혹시 어려움이 있는지 물었다. 힐베르트는 그의 특유의 동프로이센 방언으로 이렇게 대답했다.
“어려움이요? 어려움은 없습니다, 장관님. 다만 더 이상 아무것도 없을 뿐이지요.”— Abraham Fraenkel, Lebenskreise, 1967년, 159쪽

이전에 괴팅겐에서 일했던 몇몇 학자들(엔리코 페르미, 에드워드 텔러, 제임스 프랑크)은 1942년부터 괴팅겐에서 박사학위를 받았던 로버트 오펜하이머의 학문적 지도 아래에 미국 로스알라모스에서 맨해튼 계획을 통해 첫 번째 원자폭탄의 개발에 참여했고 이후에는 미국의 핵무기를 개발하는데 더욱 중요한 기여를 했다.

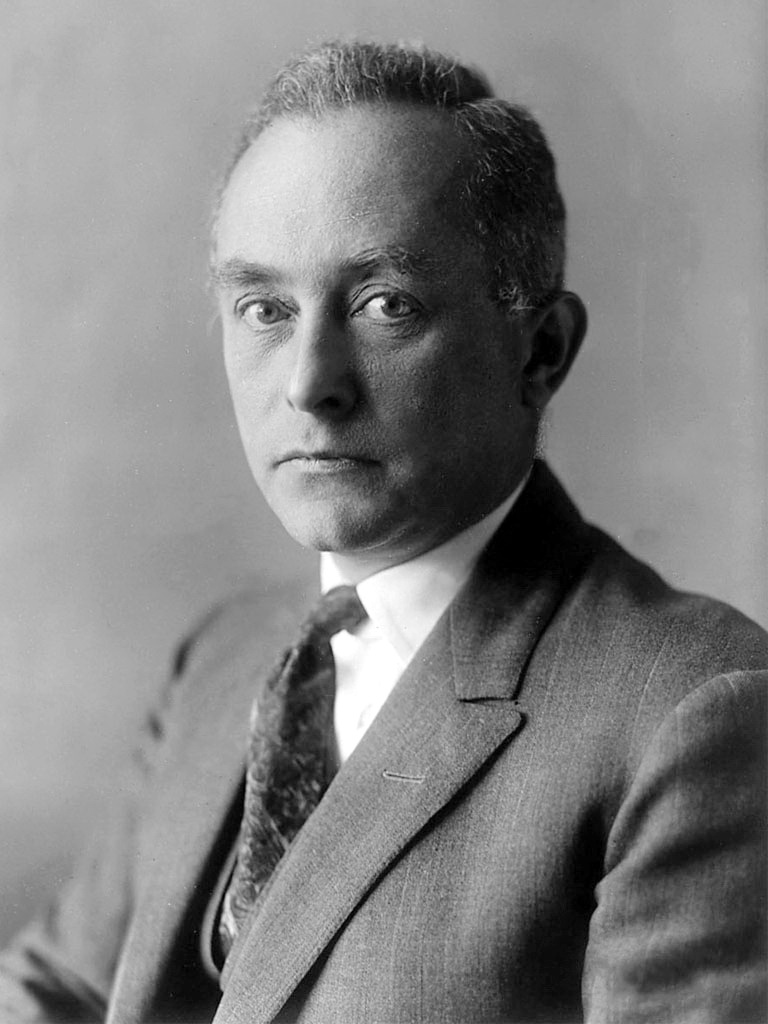
노벨 물리학상 수상자 막스 보른
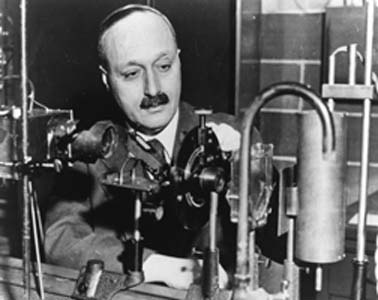
노벨 물리학상 수상자 제임스 프랑크
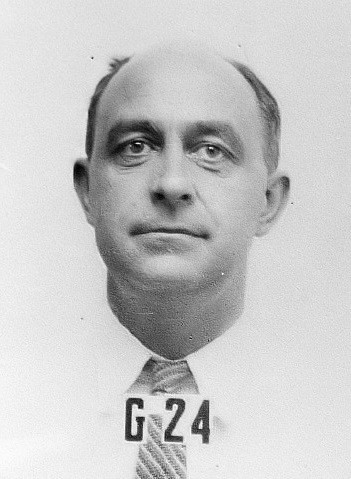
노벨 물리학상 수상자 엔리코 페르미
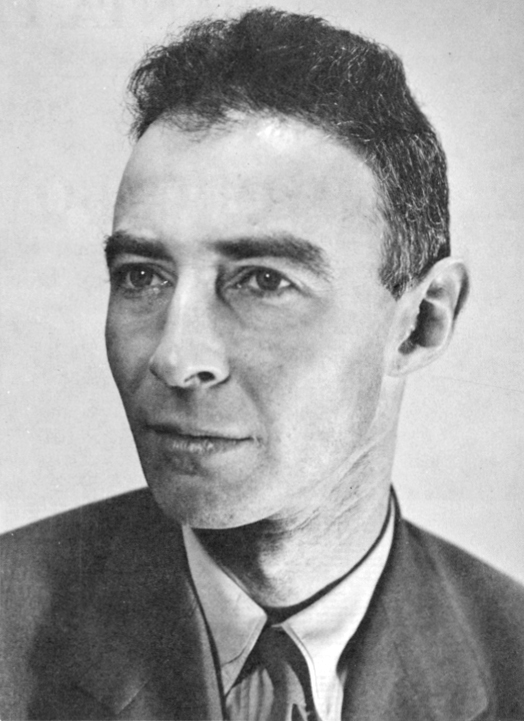
괴팅겐에서 박사학위를 받은 로버트 오펜하이머
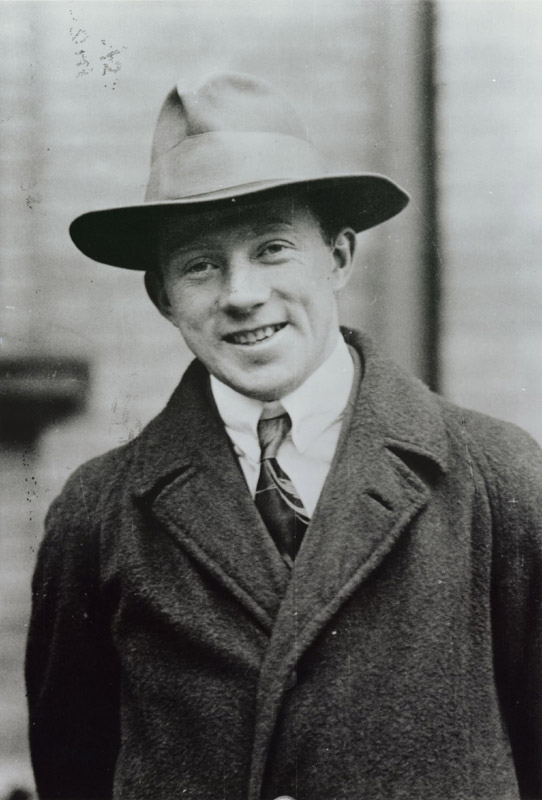
괴팅겐에서 물리학을 공부한 베르너 하이젠베르크
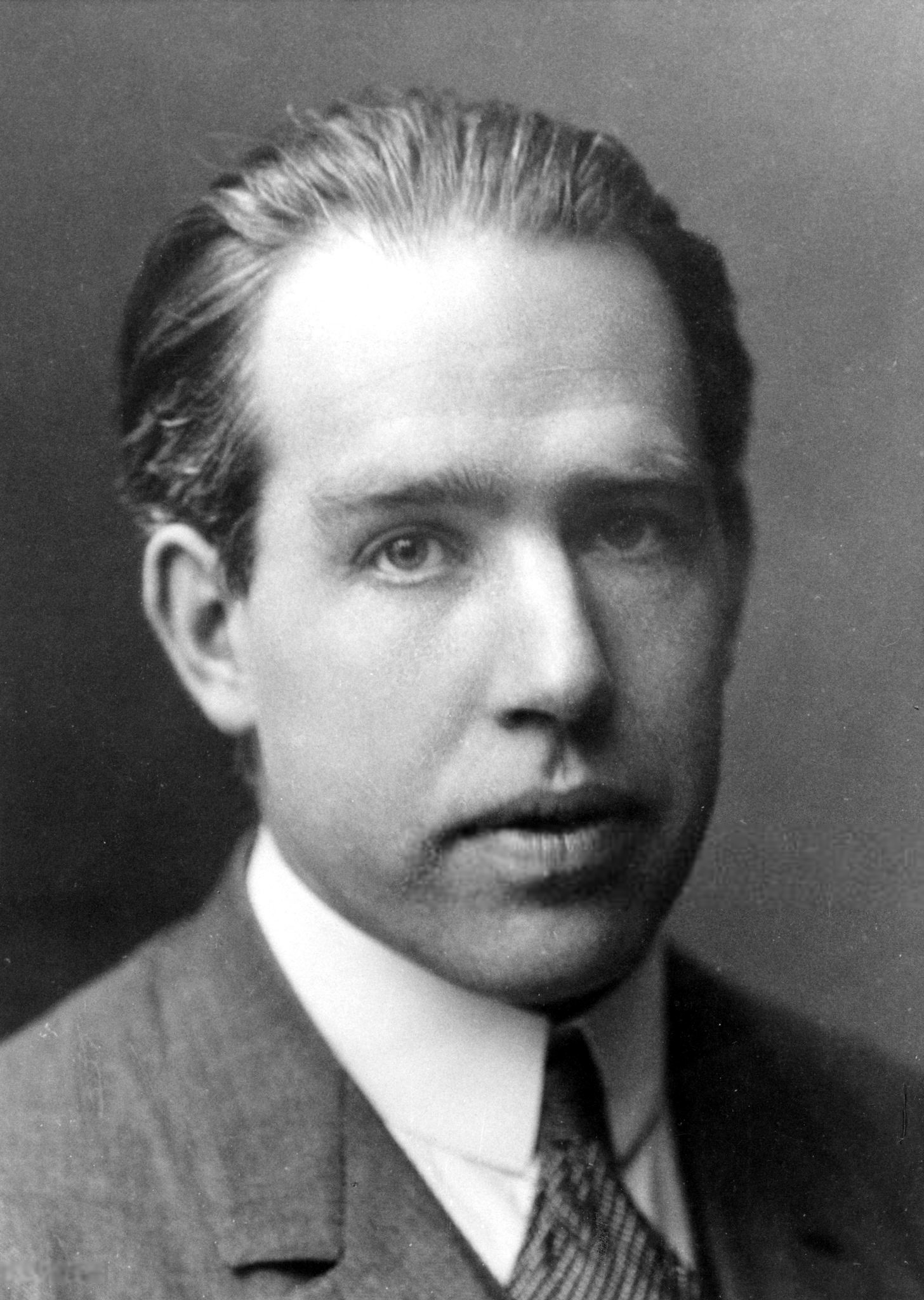
코펜하겐에서 자주 괴팅겐을 방문했던 닐스 보어
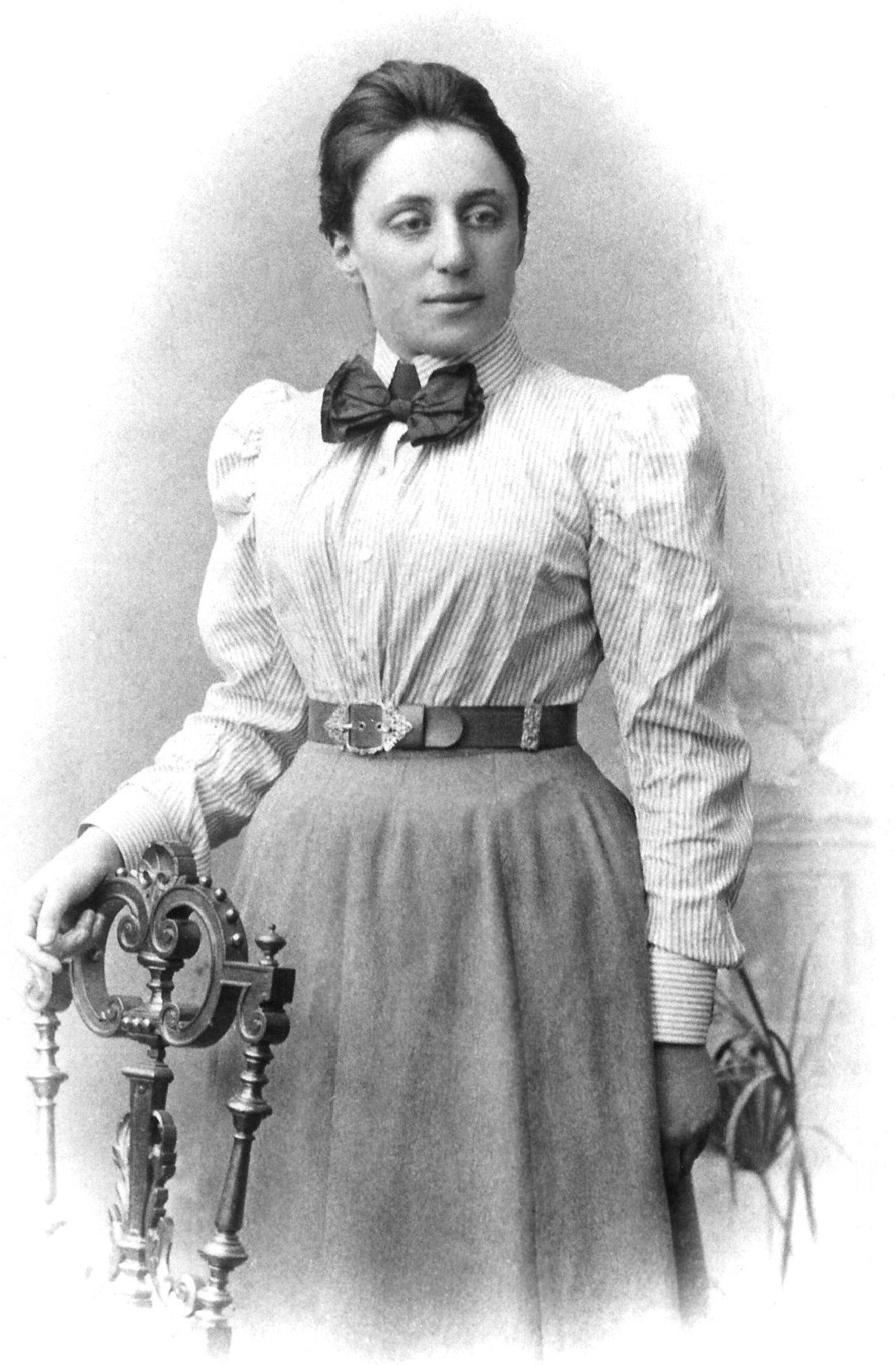
수학자 에미 뇌터
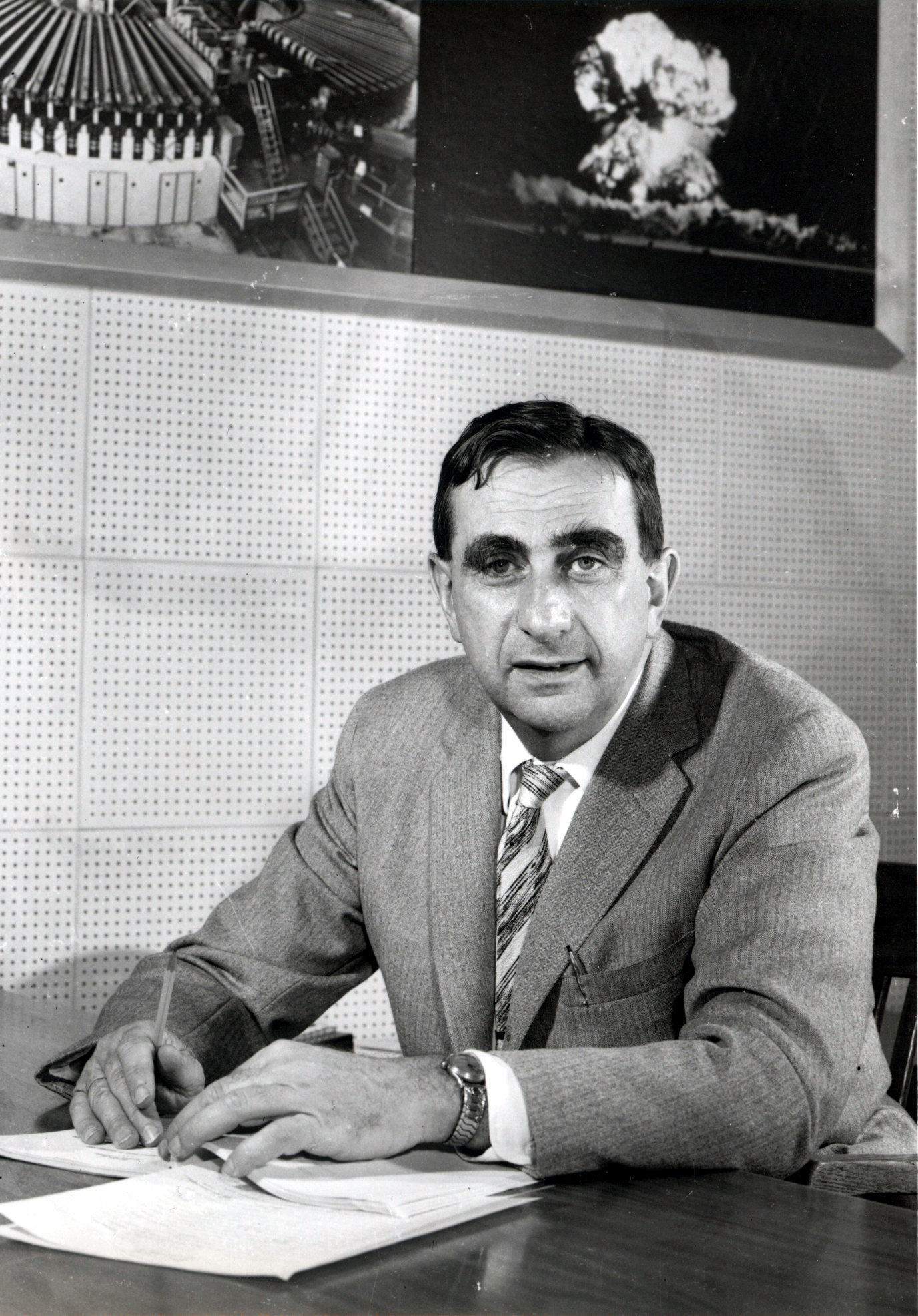
당시 물리학과 학생이었던 에드워드 텔러

## 1945년 이후 니더작센의 대학교

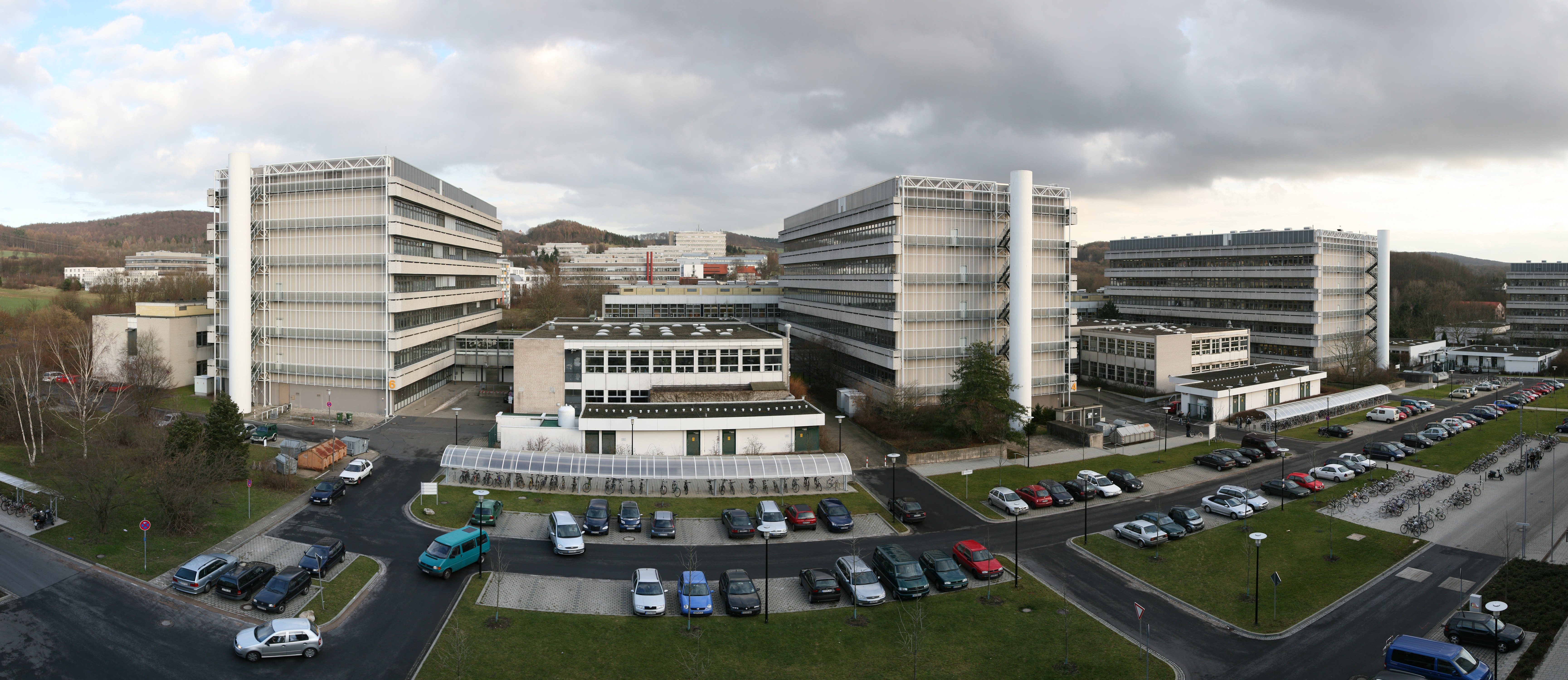
2007년, 화학부 건물의 모습

### 학생들과 사회
전쟁이 끝난 후, 대학교는 천천히 원래 모습을 되찾아 갔다. 서독의 유일한 대학교로서 게오르크 아우구스트 대학교는 영국 군부의 통제 아래에 1945/46 겨울학기부터 바로 다시 문을 열었다. 당시에는 4296명의 학생들이 등록했고, 그 가운데 78 퍼센트는 남성이었다. 이 남학생 가운데 98.5 퍼센트의 학생들이 전쟁에 참여했었고, 이후 연방 대통령이 된 리하르트 폰 바이츠제커를 포함하여 이 가운데 거의 3분의 1이 장교로 근무한 경험이 있었다. 그는 괴팅겐에서 법학을 공부하여 졸업하고 두 국가고시를 모두 마쳤다. 연방 수상사무처장과 여러 정부기관의 장관으로 일했던 호어스트 엠케(Horst Ehmke)도 전쟁참가자로 미국에서 학업을 계속하기 전인 1946년에서 1949년까지 괴팅겐에서 법학과 경제학을 공부했다.
1945년 12월이 되어 처음으로 총학생회(AStA)의 선거가 실시되었다. 초대 회장으로는 전직 군 장교이자 나치스에 저항했던 악셀 폰 뎀 부셰(Axel von dem Bussche)가 선출되었다. 1946년 7월 괴팅겐에서영국 점령지역의 초대 학생의회(Studententag)의 대표들이 처음으로 다시 선출되어 모였다. 이런 회의가 모임이 정기적으로 지속되어 나중에 독일학생연합(Verband Deutscher Studentenschaften)이 조직되었다.

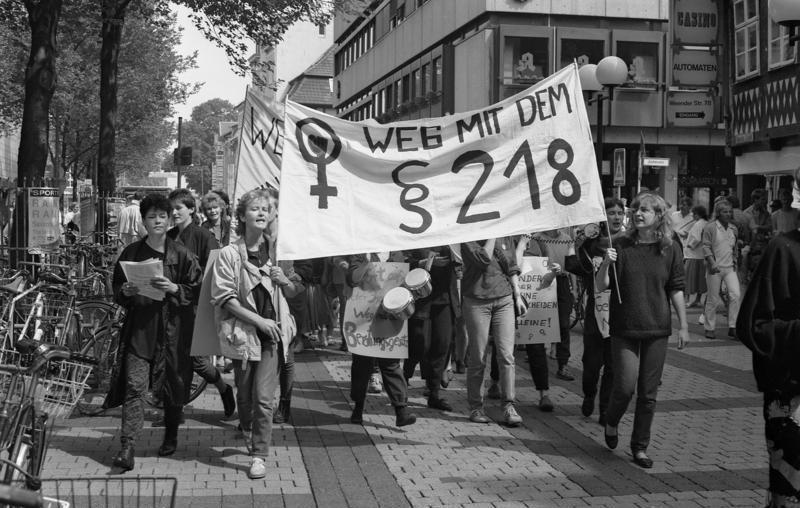
1988년, 괴팅겐의 시위대

1960년대 말, 정치적으로 격동적인 시대가 오면서 괴팅겐에는 오랜 기간 좌파 학생들이 총학생회의 다수를 차지했다. 1977년 독일의 가을(Deutscher Herbst), 괴팅겐의 메스칼레로(Göttinger Mescalero)가 발표한 연방검찰총장 지그프리트 부박(Siegfried Buback)에 대한 추도문은 큰 국제적인 이목을 끌었고 대학교는 자율주의(Autonome) 반파시즘적 신좌파 세력의 중심지라는 명성을 얻었다.
하지만 급진적인 좌파세력은 몇 년 전부터 현저히 그 영향력을 잃었다. 그들은 현재 학생의회의 47석 가운데 10석만을 차지하고 있다.
이후 많은 영향력있는 정치가들이 괴팅겐에서 공부하였다.
- 괴팅겐에서 태어나 연방국방부장관 및 독일 사회민주당의 연방의회 원내대표를 역임한 페터 슈트룩(Peter Struck)은 1962년 아비투어를 마치고 괴팅겐에서 법학을 공부하기 시작하여 후에 함부르크로 옮겼다.
- 전 니더작센 주총리, 전 독일 연방수상 게르하르트 슈뢰더는 1966년에서 1971년까지 괴팅겐에서 법학을 전공하였고, 당시에도 대학정책에 관해 적극적인 참여를 했다.
- 연방법무부장관을 지낸 자유민주당의 자비네 로이토이서-슈나렌베르거(Sabine Leutheusser-Schnarrenberger)는 1970년 아비투어를 마치고 괴팅겐에서 법학을 전공했다.
- 연방환경부장관을 지낸 녹색당의 위르겐 트리틴(Jürgen Trittin)은 1973년에 아비투어를 마치고 공익근무요원으로 복무한 뒤 괴팅겐에서 법학을 전공했다. 당시 그는 공산주의동맹(Kommunistischer Bund)의 회원이였으며 총학생회(AStA)의 의원이기도 했다. 잠시 학생의회의 의장을 맏기도 했다.
- 전 니더작센 주총리, 전 연방 환경부장관이며 현 독일 사회민주당 대표이기도 한 지그마 가브리엘(Sigmar Gabriel)은 1981년부터 1987년까지(1차 국가고시) 괴팅겐에서 교직(Lehramt)을 위해 독일어, 정치, 사회학을 전공했다.
- 우어줄라 폰 데어 라이엔(Ursula von der Leyen)은 당시 니더작센 주총리의 딸로, 1977년부터 뮌스터로 학교를 옮기기 전까지 괴팅겐에서 경제학을 전공했다. 그는 후에 독일 기독민주연합에 입당하여 연방가정부장관, 연방노동사회부장관으로 일했다.

자유민주당의 에드차르트 슈미트-요어트치히(Edzard Schmidt-Jortzig)는 괴팅겐 대학교의 법학부에서 1976년 교수 자격을 취득했다. 그는 1970년부터 국제법 연구소의 조교로 일했었다. 또 다른 유명한 졸업생으로는 디터 볼렌(Dieter Bohlen)이 있다. 그는 가장 독일의 가장 성공한 가수로 꼽히며 그의 앨범은 모두 1억 6000만장이 팔렸다. 볼렌은 괴팅겐에서 경영학을 전공하여 1978년에 학위를 취득하였다.

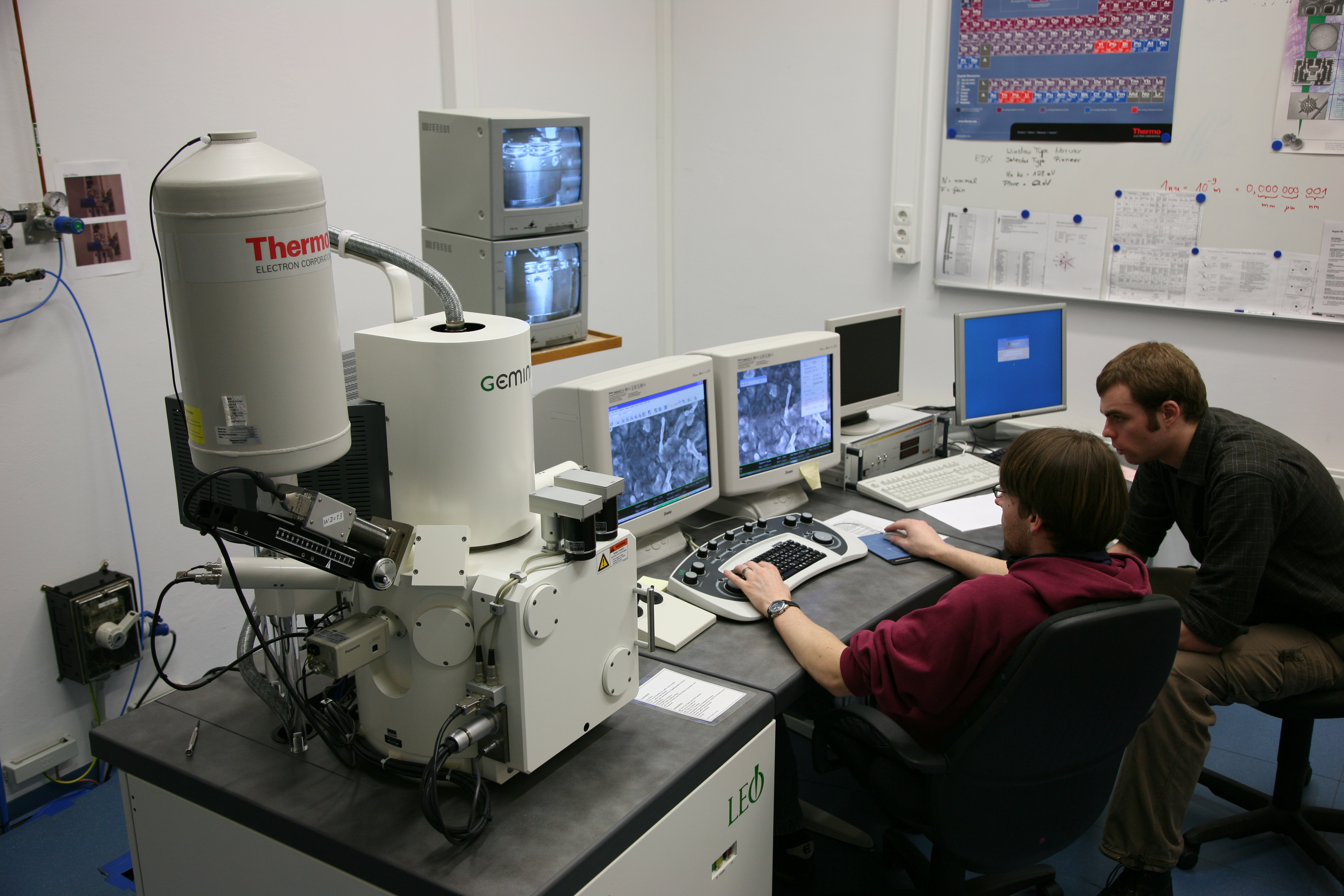
주사전자현미경을 사용하고 있는 괴팅겐의 학생들

### 교수들과 학문적 정점
- 볼프강 파울(Wolfgang Paul)은 1944년부터 1952년까지 괴팅겐에서 교수로 일했으며 자신의 이름을 따서 파울 트랩이라고도 알려진 사중극자 이온트랩 기술을 창안하고 1989년 노벨 물리학상을 받았다.
- 에르빈 네어(Erwin Neher)는 1980년 괴팅겐에서 교수 자격을 취득하였고, 1974년 괴팅겐에서 박사학위를 받은 베어트 자크만(Bert Sakmann)과 함께 세포사이의 이동경로 발견한 공로로 1991년 노벨 의학상을 수상했다.

게오르크 아우구스트 대학교의 명예교수이면서 괴팅겐에 소재한 막스플랑크 생물물리화학 연구소에서 일하고 있는 슈테판 헬(Stefan Hell)은 STED(Stimulated Emission Depletion) 현미경의 발명으로 지난 수년간 국내외의 수많은 상을 받았다.

### 정치, 대학의 구조와 건축물들
새롭게 선출된 니더작센의 주총리 하인리히 헬베게(Heinrich Hellwege)의 내각에서 문화부 장관으로 지명되었던 자민당의 우익 출판가 레온하르트 슐뤼터(Leonhard Schlüter)가 1955년 실각한 사건은 세간의 관심을 끌었다. 대학교의 총장으로 재직하고 있던 농경학자 에밀 뵈어만(Emil Woermann)은 슐뤼터의 지명에 저항해서 모든 학부의 학장들과 함께 사의를 표명했다. 이 일은 중앙당을 이끌고 있던 토마스 델러(Thomas Dehler)에게도 큰 부담이 되었고 며칠 후 대학의 지도부는 슐뤼터의 사직서를 받아낼 수 있었다.
1957년, 괴팅겐의 18명의 핵물리학자들은 “괴팅겐 선언(Göttinger Erklärung)”을 통해서 당시 독일 연방수상이었던 콘라트 아데나우어에게 핵무장 추진계획의 철회를 호소하였다.

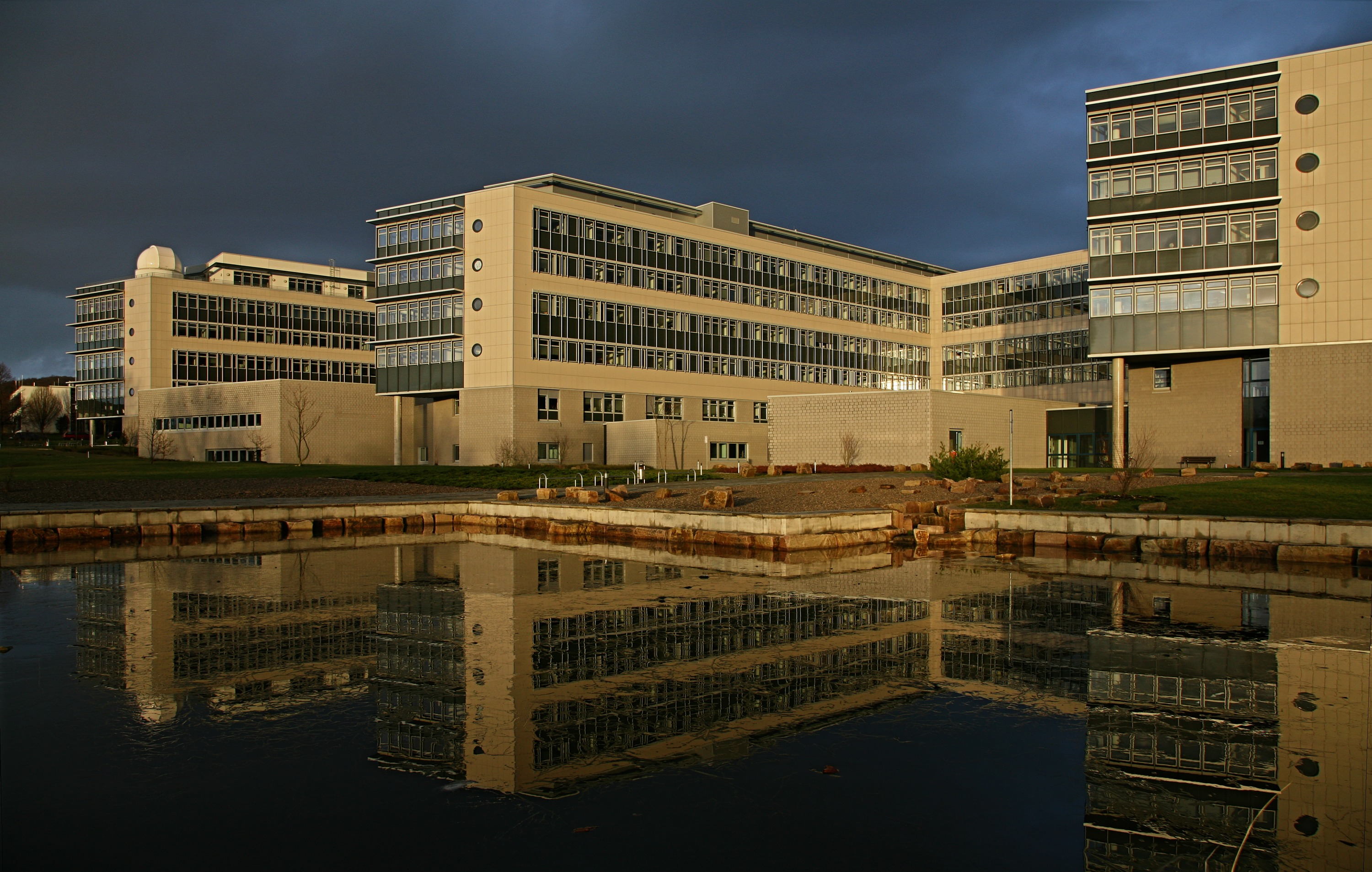
베엔데(Weende) 구역에 자리잡은 물리학부 건물

괴팅겐의 학생 수는 50년대 말까지 4500명에서 약 6000명 사이를 맴돌았다. 60년대가 시작되면서 대중대학(Massenuniversität)으로의 변화가 시작되었고 오래된 형태의 정교수대학(Ordinarienuniversität)이 여기에 맞설 수는 없었다. 60년대 말의 학생운동을 통해서 집단관리대학(Gruppenuniversität)의 모습이 나타나게 되었고, 학교는 때때로 3만명이 넘는 학생이 등록된 평등한 대중대학이 되었다. 이렇게 밀려오는 학생들을 감당하기 위해서 괴팅겐 시내의 북쪽에 정신과학을 위한 새로운 캠퍼스가 계획되어 건설되었다. 이곳에는 중앙학생식당을 포함한 후생복지기구(Studentenwerk)를 위한 건물과 푸른 탑(„Blauer Turm“)이라고 불리는 고층 건물 형태의 다목적관, 1000명을 수용할 수 있는 대학에서 가장 큰 강의실(“011”)을 갖춘 중앙 강의동(Zentrale Hörsaalgebäude, ZHG)이 자리잡았다. 바로 옆에는 법학부(Juridicum), 신학부(Theologicum), 경제학부 및 사회학부(Oeconomicum)를 위한 세미나관이 각각 들어섰다.
대학병원도 거의 같은 시기에 시 북쪽에 새롭게 건립되었고 다른 연구소들도 베엔데(Weende) 구역에 들어섰다.
1989년에 네 번째이자 마지막 독일 마르크 화폐 시리즈가 나왔고 9명의 서로 다른 인물들의 초상화가 찍혔다. 이들 가운데 카를 프리드리히 가우스(10마르크), 파울 에를리히(200마르크), 야콥 그림, 빌헬름 그림(둘 다 1000마르크) 4명은 괴팅겐 대학교에서 교수를 지낸 사람들이었다. 10마르크권에는 가우스의 초상 옆에 괴팅겐 대학교의 특별히 역사적인 건물인 천문대와 대강당(Aula)도 그려졌다.
대학교회는 1822년부터 구시가 남쪽에 있는 니콜라이 구역의 고딕양식의 니콜라이 교회(St.-Nikolai-Kirche)이다.

## 참고 문헌
연대순으로 정렬됨
- Johann Stephan Pütter, Friedrich Saalfeld, Georg Heinrich Oesterley: Johann Stephan Pütters Versuch einer academischen Gelehrten-Geschichte von der Georg-Augustus-Universität zu Göttingen. Vandenhoek, Göttingen 1765 온라인
- Ernst Brandes: Über den gegenwärtigen Zustand der Universität Göttingen. Göttingen 1802
- Rössler, Emil Franz (1855). 《Die Gründung der Universität Göttingen: Entwürfe, berichte und briefe der Zeitgenossen》. Göttingen: Vandenhoeck & Ruprecht. 2011년 11월 22일에 확인함.
- Stackelberg, Jürgen von (1988). 《Zur geistigen Situation der Zeit der Gttinger Universittsgrndung 1737》. Göttingen: Vandenhoeck & Ruprecht. 2011년 11월 22일에 확인함.
- Dietrich Denecke, Helga-Maria Kühn (Hrsg.): Göttingen. Geschichte einer Universitätsstadt. 3 Bände (1987: Band 1, 2002: Band 2, 1999: Band 3) Göttingen 1987–2002, ISBN 3-525-36196-3.
- Dietrich Hoffman, Kathrin Maack-Rheinländer (Hrsg.): „Ganz für das Studium angelegt“: Die Museen, Sammlungen und Gärten der Universität Göttingen. Wallstein, Göttingen 2001, ISBN 3-89244-452-8.
- Kleßmann, Eckart von (2008). 《Universitätsmamsellen: Fünf aufgeklärte Frauen zwischen Rokoko, Revolution und Romantik》. Frankfurt am Main: Eichborn.